# Histoire de la Franche-Comté

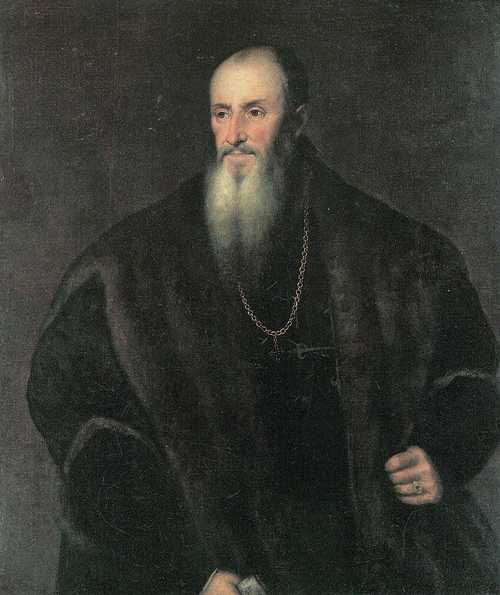
Nicolas Perrenot de Granvelle, figure majeure de l'histoire comtoise

Habitée dès le Paléolithique inférieur, la Franche-Comté fut relativement unie dès l'Antiquité. À l'origine occupée par la cité des Séquanes, elle passa sous domination romaine après la guerre des Gaules. Occupé brièvement par les Burgondes après les grandes invasions, le territoire est inclus dans leur royaume qui fut annexé par les Francs en 534. Pendant la période franque, son territoire est compris dans le royaume de Bourgogne. Après la mort de Charlemagne, le territoire est inscrit dans le royaume de Haute-Bourgogne, puis les différents pagi qui composaient la Franche-Comté, fusionnent pour donner naissance au comté de Bourgogne, en 982. Ne quittant pas le royaume de Haute-Bourgogne, le comté est inclus dans le royaume d'Arles qui est finalement annexé par le Saint-Empire romain germanique en 1032. La Franche-Comté reste ainsi dans le Saint-Empire romain germanique, ce qui ne l'empêche pas de faire partie des États bourguignons, ou de l'Empire espagnol, frôlant plusieurs fois l'annexion au royaume de France. Ce n'est qu'entre 1678 et 1679 par les traités de Nimègue que la Franche-Comté est annexée par la France. Pendant l'époque contemporaine, les territoires de Belfort et de la principauté de Montbéliard sont ajoutés à l'ensemble régional, notamment pour leur proximité évidemment géographique, mais aussi historique, religieuse (diocèse de Besançon) culturelle et linguistique. Son histoire est donc, comme ses voisines de Lorraine et d'Alsace, très marquée par une double influence française et germanique.

## Préhistoire

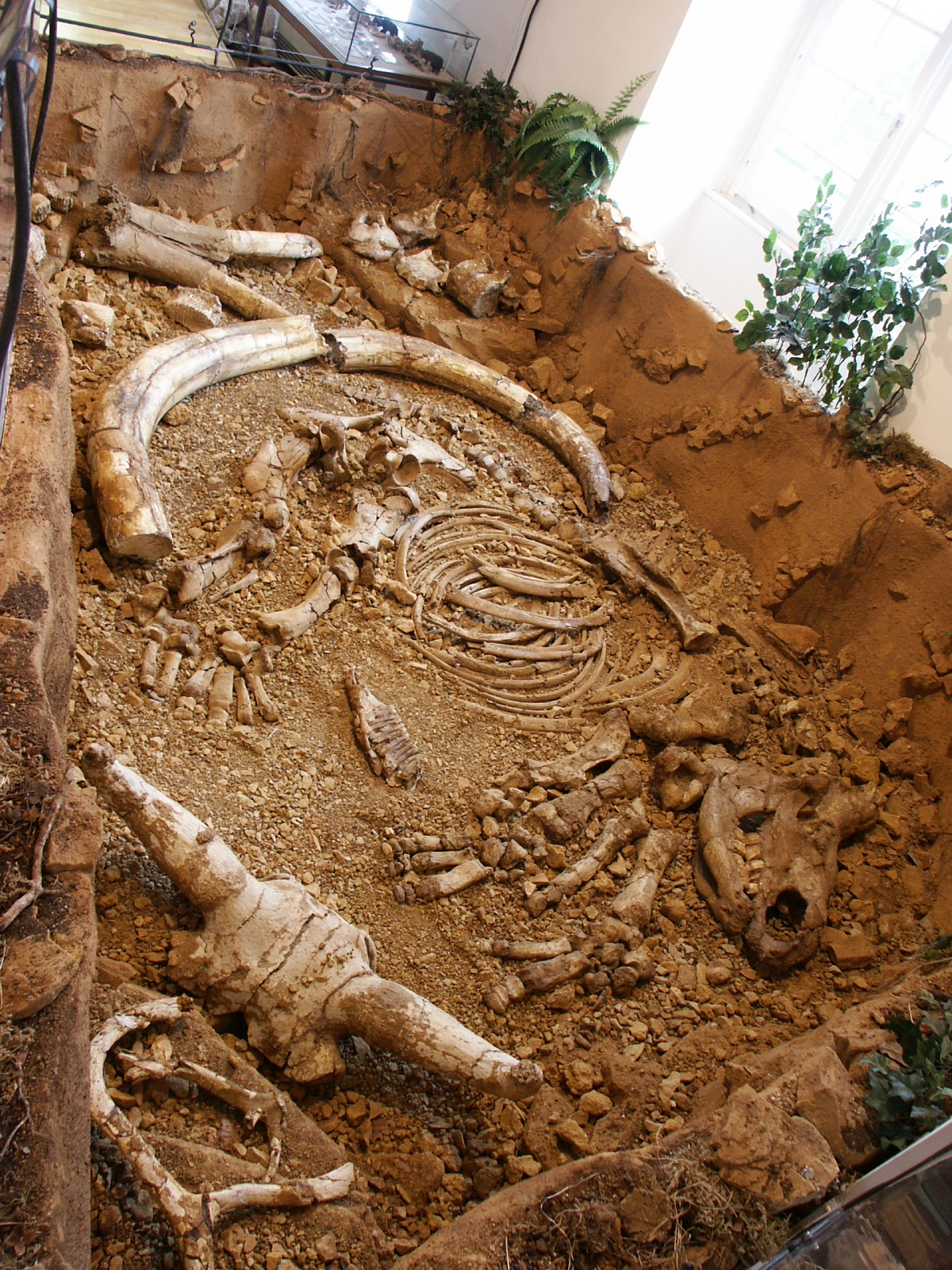
Reconstitution de l'aven de Romain au musée de Montbéliard.

Des signes d'occupation humaine datant d'environ 700 000 ans ont été retrouvés dans la vallée supérieure de la Saône, le versant sud des Vosges, la trouée de Belfort, la bordure occidentale et les premiers plateaux du Jura[réf. nécessaire]. Ces Hommes taillaient des pierres, confectionnaient des armes et outils en silex, en bois ou en matières animales (os, corne, bois, défenses, etc.). La découverte de ces vestiges est principalement liée au contexte archéologique, qui les conservent plus aisément dans des avens, grottes ou autres cavernes. Une dent d'enfant datée entre 500 000 et 420 000 ans a été découverte à Vergranne, près de Baume-les-Dames. Ces découvertes attestent de la présence de l'Homme en Franche-Comté au paléolithique inférieur.
La région présente aussi des sites du paléolithique moyen, principalement localisés dans la zone pré-jurassienne, dans les vallées de la Saône de l'Ognon et du Doubs. Parmi les plus importants, les sites de Baume de Gigny et Romain-la-Roche. Ce premier a livré des traces d'activité de pêche en plus d'un biface daté de 145 000 ans, considéré comme le plus ancien outil connu du Jura. Le site de Romain-la-Roche a révélé plus de 25 000 os d'animaux, datés entre 165 000 et 157 000 ans, ainsi que quelques éléments lithiques moustériens datés de 150 000 ans. Malgré cela, aucun ossement néandertalien n'a été retrouvé en Franche-Comté, bien que des sites Suisses jurassiens tels que Saint-Brais et Cotencher en livrent.
Au paléolithique supérieur, l'Homme de Néandertal disparaît au profit de l'Homme moderne, la région est en pleine période glaciaire (Pléniglaciaire supérieur) qui s'illustre par la présence de glaciers le long du Jura et des Vosges. Cette période est marquée par l'apparition et le développement de parures et industries en matières animales, ainsi que la naissance de l'art mobilier et pariétal. Quoiqu'une bonne partie du territoire est recouverte de glaciers, la Franche-Comté abrite plusieurs sites témoins d'une occupation humaine à cette période. Parmi les plus importants, le site de la Mère Clochette à Rochefort-sur-Nenon, daté autour de -39 000/-36 000 ans, qui révèle des sagaies, typiques de la culture de l'Aurignacien. Les sites de l'abri des Cabônes à Ranchot et de la grotte Grappin à Arlay livrent plusieurs témoignages de la culture magdalénienne et notamment de l'art figuratif animalier sur plaquettes de pierre, galets et plaques osseuses .
Le paléolithique final et le mésolithique connaissent la fin de l'ère glaciaire et les derniers chasseurs-cueilleurs en Franche-Comté. Un site emblématique de la région pour l'épipaléolithique est l'abri de la Rochedane à Villars-sous-Dampjoux. Ici ont été retrouvés des galets peints et gravés ainsi que deux harpons à un rang de barbelure. Le site présente une large séquence stratigraphique presque ininterrompue du Magdalénien jusqu'au mésolithique, ce qui en fait un gisement de référence pour l'Est de la France. Il y a de nombreux sites mésolithiques comtois notables tels que les abris de Ranchot, de Gigot (Bretonvillers) et de Bavans qui viennent s'ajouter à celui de la Rochedane, ainsi que les sites de plein air de Dammartin-Marpain, Choisey et Ruffey-sur-Seille. La plupart de ceux-ci révèlent une alimentation de chasseurs-cueilleur-pêcheur, ainsi que des restes humains parfois brûlés (comme à Ruffey-sur-Seine) et même incisés par un outil tranchant. À Ranchot, il a même été retrouvé une dent humaine transformée en pendentif. L'art évolue et prend une forme plus abstraite, schématique et celui-ci se perçoit à travers les exemples notable de Ranchot et de l'abri de la Rochedane où des galets sont peints, ornés de points ou de bandes, ou gravés de séries de traits. Le site de Bavans est un très bon exemple de néolithisisation, allant du magdalénien à la Protohistoire, il présente plusieurs éléments de la transition entre le mésolithique et le néolithique dont des tessons de céramique de type la Hoguette et rubané.
Au Néolithique (il y a environ 5 300 ans pour la région), la Franche-Comté est peuplée de communautés habitant des huttes rondes protégées par des palissades. Elles développent la culture de plantes afin de se nourrir et pratiquent la domestication des animaux. L'industrie de la corne apparaît[réf. nécessaire] et les premières poteries sont façonnées. C'est également de cette époque que remonte l'apparition des habitats lacustres de Chalain et de Clairvaux. Ceux-ci ont été occupés pendant trois millénaires (avec de fréquentes interruptions) entre le XXXIXe siècle et IXe siècle av. J.-C. Ces sites révèlent de nombreux vestiges en matière périssable (bois, restes végétaux, etc.) et notamment des outils, ce qui est extrêmement rare en archéologie et pour cette période. Le caractère exceptionnel de ces habitats, leur vaut une inscription sur la liste du patrimoine mondial par l'ONESCO en 2011.
La Franche-Comté est parsemée de mégalithes à travers la Préhistoire et certains sont encore perceptibles aujourd'hui.

## Protohistoire

### Âge du Bronze

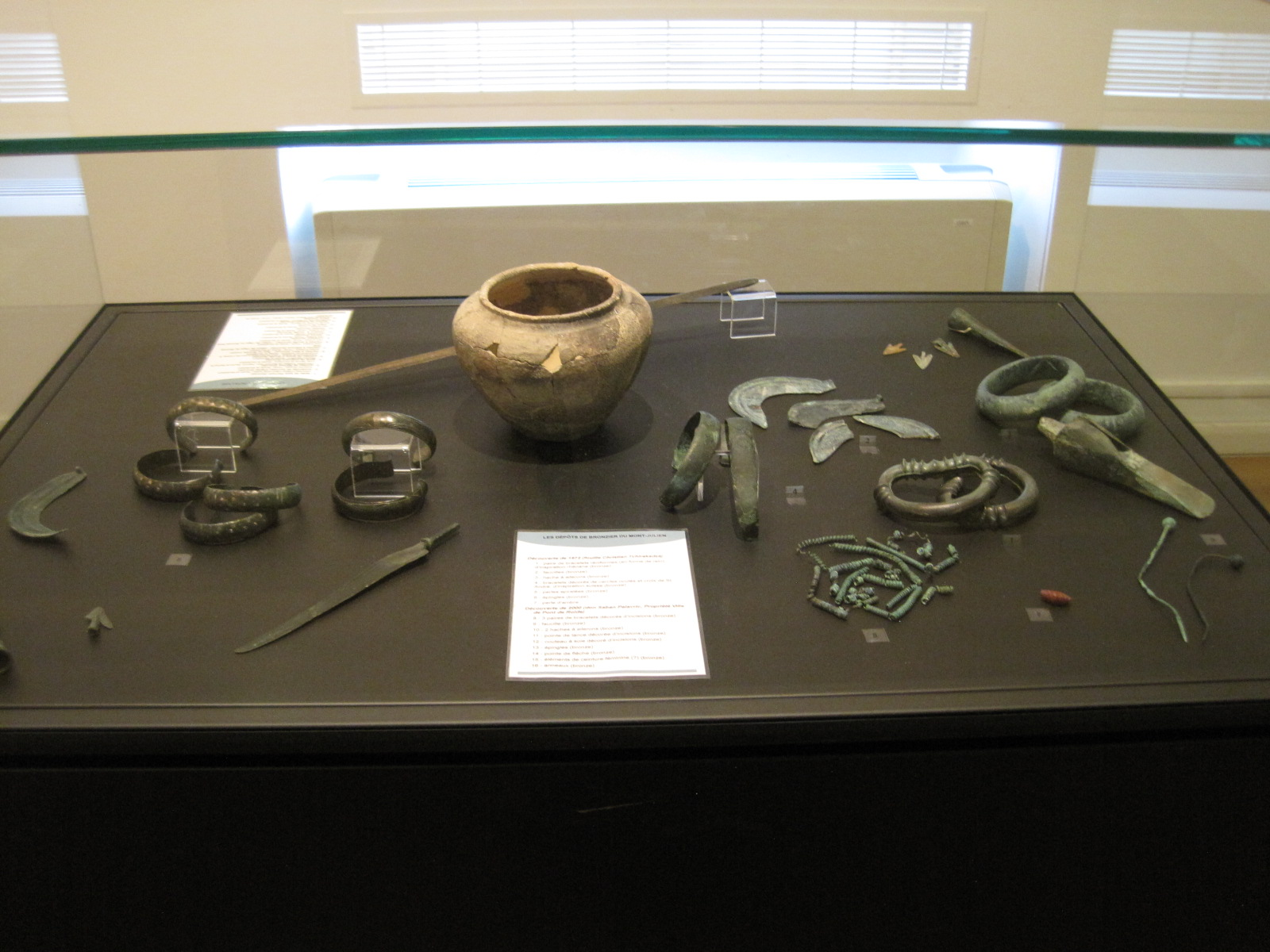
Objets en bronze issus des dépôts retrouvés au Mont-Julien à Pont-de-Roide-Vermondans, Bronze final, au musée du Château de Montbéliard.

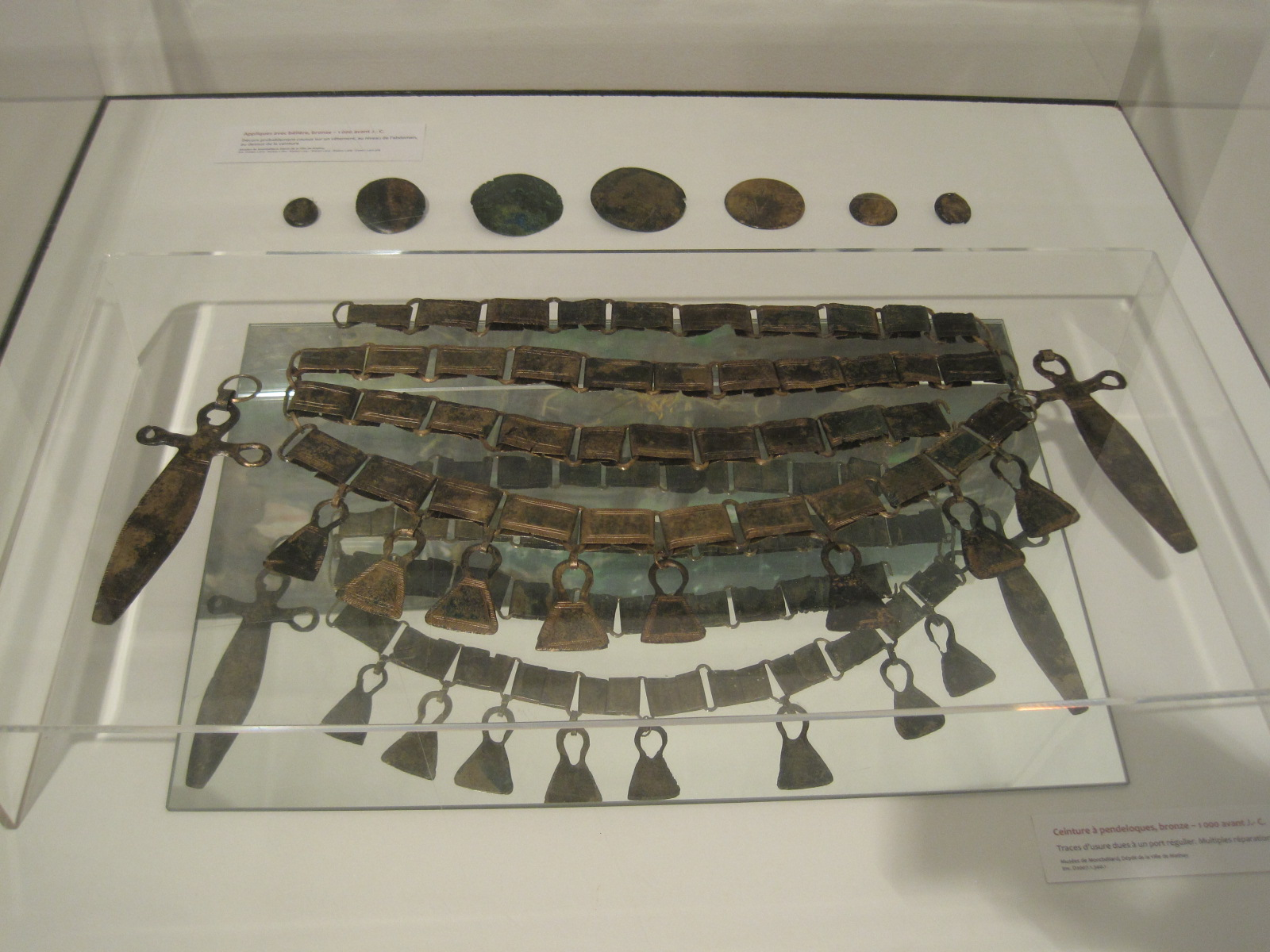
Ceinture à pendeloques en bronze, issue du dépôt de Mathay, env. 1000 av. J.-C. au musée du château de Montbéliard.

Entre 3000 et 2500 av. J.-C., des populations indo-européennes venues principalement d'Europe centrale s'établissent successivement en Europe occidentale. La première vague de migration qui atteint la région couvre la période du Bronze ancien, de -1800 à -1500. Elle fonde une phase de développement due à la production et au façonnage du métal et on assiste alors à une transformation de l’économie et de la structure sociale avec la création d’un nouveau corps artisanal spécialisé dans le travail du métal. Le commerce et les échanges nécessaires à l’obtention de la matière première vont alors se développer considérablement. Cela s'accompagne par une hiérarchie sociale qui semble bien stratifiée et basée sur l'économie palatiale. La nouvelle vague de migrations de -1500 à -1200 correspond à celle de la civilisation du Bronze moyen, dite « des tumulus » qui fait progresser la métallurgie locale. Au Bronze final, période s’étalant de -1200 à -800, a lieu le troisième flux migratoire. La civilisation, dite « des champs d’urnes », apporte avec elle des coutumes particulières comme l’incinération mais aussi des connaissances dans l’industrie du bronze, cause de progrès décisifs dans ce domaine.
La Franche-Comté abrite plusieurs vestiges de cette période. L'un des plus importants est probablement le site de hauteur fortifié du Camp du Château, qui surplombe Salins-les-Bains. L'émergence de ce site fortifié à la fin du Bronze moyen et jusqu'à la fin du  Hallstatt, pourrait être contemporaine de l’essor de l’exploitation des sources salées locales. Le site du Mont-Julien à Pont-de-Roide est lui aussi un site de hauteur fortifié, mais il se distingue par les dépôts d'objets en bronze, datés du Bronze final. En plus des sites de hauteurs fortifiés, plusieurs nécropoles ont été découvertes dans le Jura, avec des sépultures datant du Bronze ancien, jusqu'au second Âge du Fer, comme c'est le cas pour la nécropole des Moidons (près de Molain) ou encore celles de Damparis, Tavaux et de Choisey. Parmi les vestiges les plus prestigieux, la Franche-Comté a livré plusieurs dépôts de réputation nationale. Tout d'abord, le trésor de Larnaud, qui réunit 66 kilos et 1800 objets de bronze, principalement du Bronze final. Il y a aussi le dépôt de Mathay, un des plus importants pour la période du Bronze final en Europe. Il est composé de plus de 2 600 objets, dont 1 000 perles en verres et 950 anneaux de bronze. L'ensemble est représentatif d'un costume féminin ostentatoire (ceinture à maillons de bronze, bracelets, « diadèmes », ornements de coiffure plaqués d'or, colliers, d’ambre et d’or…) et est comparable à sa voisine de Blanot. Enfin, la commune de Véria a livré deux cuirasses en bronze, d'abord datées de l'Âge du Fer, mais finalement issues du Bronze final.

### Âge du Fer
Les Celtes s'installent en Gaule à partir du Ve siècle av. J.-C.. La Franche-Comté est occupée par les Séquanes et les Lingons. De cette époque datent les premières fonderies (dans le pays de Montbéliard, à Lons-le-Saunier et Ornans). De nombreux tumuli et des champs d'urnes celtes apparaissent à la suite de changements de rites funéraires.
Vers 900 av. J.-C., la technique du fer arrive en Franche-Comté. La région, point de passage pour les populations venant de l'est de l'Europe et désirant s'installer en France ou en Espagne, est alors assez peuplée. L'économie se développe : les mines de fer et les puits à sel que compte la région permettent l'exportation vers les régions du bassin méditerranéen (Italie, Grèce…) de produits tels que les salaisons et des objets en corne.

## Antiquité

### La Séquanie

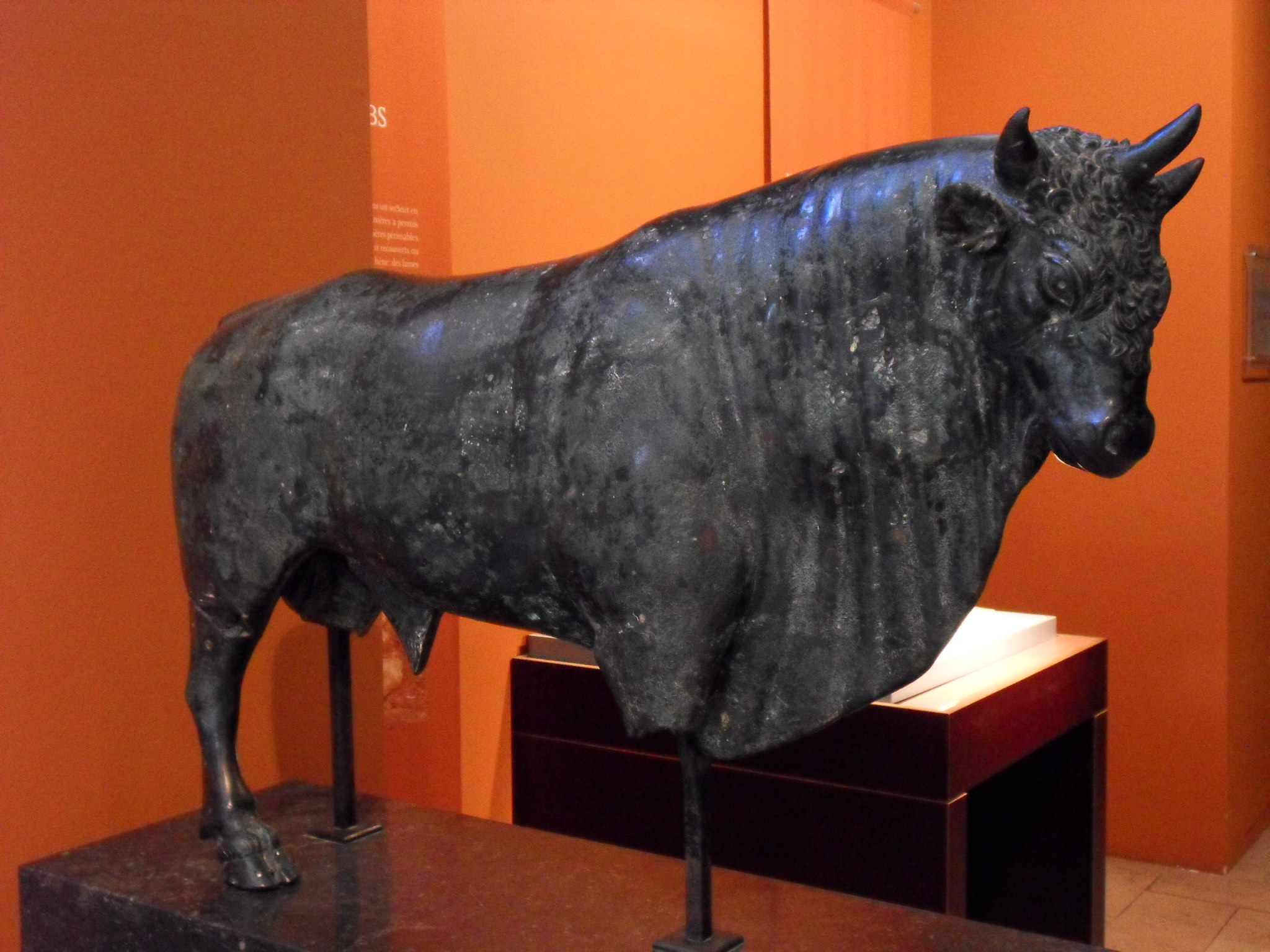
« Taureau d'Avrigney », Ier siècle apr. J.-C. Atteste de la persistance de la mythologie celtique après la romanisation.
Musée des beaux-arts et d'archéologie de Besançon.

Le peuple gaulois occupant la majeure partie du territoire de la région actuelle était les Séquanes, les Lingons occupant la partie nord-ouest de l'actuel département de la Haute-Saône, à l'ouest de la Saône correspondant à l'ouest de l'actuel arrondissement de Vesoul. Les Séquanes pratiquaient principalement l'élevage et l'artisanat (notamment la céramique à Luxeuil). Les peuples celtes étaient perpétuellement en conflit avec leurs voisins, suivant les intérêts et jeux d'alliance, notamment les Éduens et les Séquanes qui se disputaient les péages sur la Saône. Les premiers étant alliés des Romains, les seconds firent appel vers 71 av. J.-C. à des Germains, les Suèves d'Arioviste. Ce dernier profita de cette occasion pour franchir le Rhin et annexa le nord de la Séquanie (l'Alsace actuelle). Trois ans plus tard, en 68 av. J.-C., les Éduens et les Séquanes, cette fois alliés, furent vaincus par Arioviste.
En 58 av. J.-C., les Helvètes, menés par le roi Orgétorix, entreprirent une migration vers la Saintonge. Ils franchirent les cols du Jura et envahirent le territoire des Séquanes. Ceux-ci demandèrent l'aide de Jules César. Ce dernier, ayant des ambitions sur la Gaule, se porta à leur secours. Il repoussa les Helvètes sur l'autre flanc jurassien et les Germains d'Arioviste au-delà du Rhin, mais obligea les Séquanes à rendre les territoires pris précédemment aux Éduens. Dans ses Commentaires sur la Guerre des Gaules (I, 38-39), il est le premier à mentionner la Maxima Sequanorum (Pays des Séquanes). Les légions romaines passèrent l'hiver en Séquanie. Cet événement marqua le début de la guerre des Gaules durant laquelle les Séquanes participèrent à la révolte gauloise aux côtés de Vercingétorix.

### L'occupation romaine

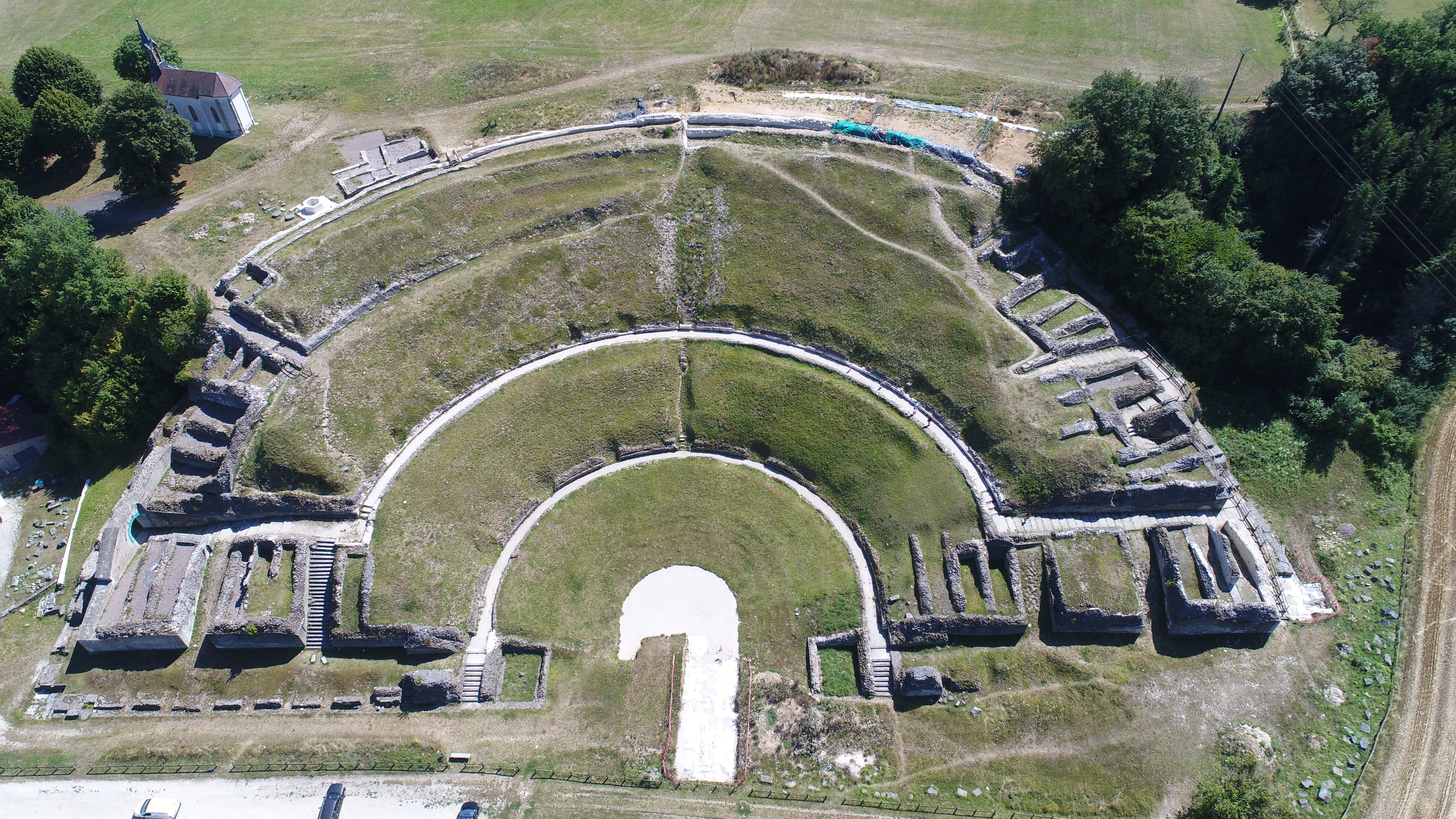
Théâtre de Mandeure.

Sous Auguste, la Séquanie fut tout d'abord incluse dans la province de la Gallia Belgica. Plus tard, sous Dioclétien, la Séquanie fut élevée au rang de province (Provincia Maxima Sequanorum). La paix romaine transforma la Séquanie. Des routes de pierre la relièrent aux autres provinces, notamment à Lugdunum et Langres. Cette paix fut cependant émaillée de révoltes, comme en 21 ap. J.-C., lorsque les Séquanes participèrent à l'insurrection de la Gaule. En juin 68, Vesontio fut le théâtre d'une importante bataille entre Vindex, chef d'une révolte contre Néron et le général Lucius Verginius Rufus, fidèle à l'empereur. Malgré la victoire de Rufus et le suicide de Vindex, les révoltés, menés par Galba, parvinrent à renverser Néron cette même année. Deux ans plus tard (en 70 ap. J.-C.), les Séquanes refusèrent de se joindre à la grande révolte de la Gaule menée par Caius Julius Civilis et Julius Sabinus. Les Séquanes battirent les Lingons qui, conduits par Sabinus, avaient envahi leur territoire. L'arc de triomphe de Vesontio fut peut-être construit à cette occasion. En récompense de sa fidélité, Vesontio fut également élevée au rang de colonie.
Au IIe siècle, Marc Aurèle intervint lors de troubles survenant chez les Séquanes. Plus tard, vers 180, l'évêque saint Irénée de Lyon envoya des Athéniens, saint Ferréol et saint Ferjeux, évangéliser Vesontio. C'est à partir de cette ville que le christianisme fut diffusé en Franche-Comté après leur martyre en 212. Au début du IIIe siècle, les Barbares lancèrent des raids au-delà du limes. En 276, les Alamans pillèrent la province, détruisant Mandeure et Luxeuil et incendiant Vesontio. L'Empire romain, de plus en plus affaibli, repoussa avec difficulté ces attaques. Pour se défendre face à celles-ci, le nord de l'ancienne Séquanie se fortifia. Vesontio est malgré tout de nouveau pillée en 355.
C'est à cette époque que le christianisme s'implanta durablement dans la région, notamment dans les villes. Ainsi, la présence d'un évêque (Pancharius) à Besançon est mentionnée dès 346. Cependant, dans les campagnes, les paysans restèrent fidèles aux rites païens. Plus tard des monastères furent fondés (monastère de Luxeuil…). Se contraignant à une vie recluse, ces communautés s'efforcèrent de se tenir à l'écart des invasions, tirant leur subsistance du défrichement des forêts jurassiennes : les joux.
En 406, l'invasion des Vandales sonna le glas de l'Empire romain. La région fut successivement sous le contrôle des Alamans (450 ?), Vandales, Francs et enfin des Burgondes.

### Le royaume burgonde

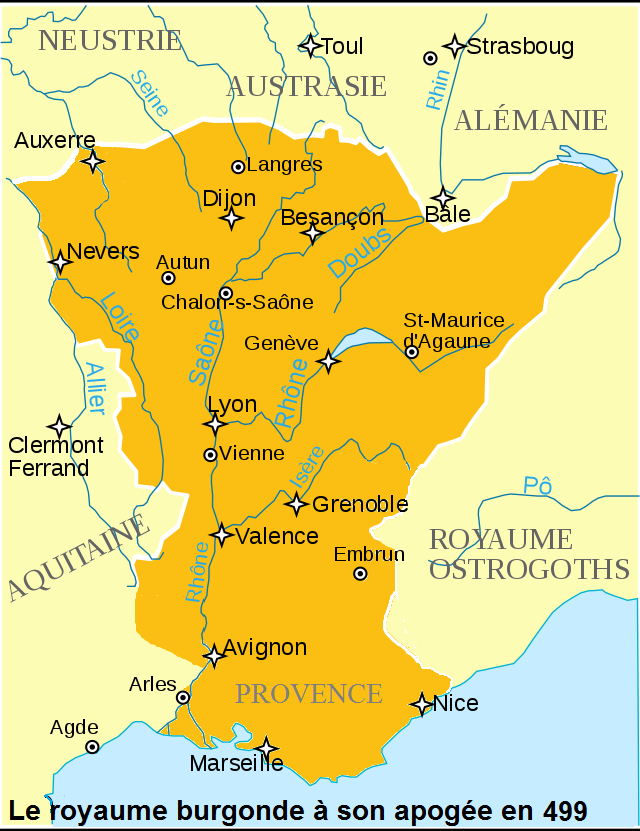
Le royaume Burgonde à son apogée en 499

Les Burgondes étaient un peuple germanique installé depuis le début du Ve siècle en Germanie, sur la rive gauche du Rhin (autour de Worms et de Coblence). Ils furent vaincus par Aetius en 436 alors qu'ils tentaient d'agrandir leur royaume vers l'ouest. En 443, Aetius les transféra en Sapaudia (qui correspond à la Suisse romande et au sud du Jura français), où ils fondèrent un royaume dont Genève était la capitale.
En 451, les Huns pillèrent Besançon, Luxeuil après avoir été défaits aux Champs Catalauniques. Le royaume burgonde s'agrandit progressivement vers le nord. Les Burgondes annexèrent ainsi Besançon en 485.
Le royaume burgonde était alors composé de Burgondes et de Gallo-romains. Les Burgondes ne représentaient qu'une part assez faible de la population totale (entre 5 et 10 % d'après certaines estimations)[réf. nécessaire]. La loi Gombette fut promulguée par le roi Gondebaud en mars 502 à Lyon, afin d'unifier le royaume. Au terme de cette loi, les deux peuples furent soumis aux mêmes amendes, les mariages mixtes furent autorisés et les deux peuples pouvaient servir dans l'armée. Gondebaud mourut en 516 et son fils Sigismond lui succéda. Celui-ci tenta de convertir la population de son royaume au christianisme, sans grand succès. En 523, les rois francs Clotaire Ier, Childebert Ier et Clodomir menèrent une campagne contre les Burgondes. Ils battirent le roi Sigismond et s'emparèrent du royaume. Cependant, l'année suivante, Godomar III, frère de Sigismond, reprit la Burgondie avec l'aide des Ostrogoths. En 534, le royaume burgonde fut définitivement conquis par Clotaire Ier et Childebert Ier.

#### Les Pères du Jura
Au Ve siècle, se développe une communauté de moines cénobites dans le massif jurassien. Ceux-ci sont considérés comme les Pères du Jura dont les vies et fondations sont relatées par un moine du VIe siècle et par Grégoire de Tours (538-594) dans Vies des Pères (Vita Patrum). Parmi eux nous retrouvons des saints comme Romain de Condat, Lupicin de Lauconne, Oyand de Condat. Ils sont les fondateurs de plusieurs édifices religieux tels que le monastère de Condat (Saint-Claude) et de Lauconne (Saint-Lupicin). Les Pères du Jura sont ainsi parmi les premiers à inscrire durablement le culte chrétien dans le paysage comtois.

## Moyen Âge

### Évangélisation de la province

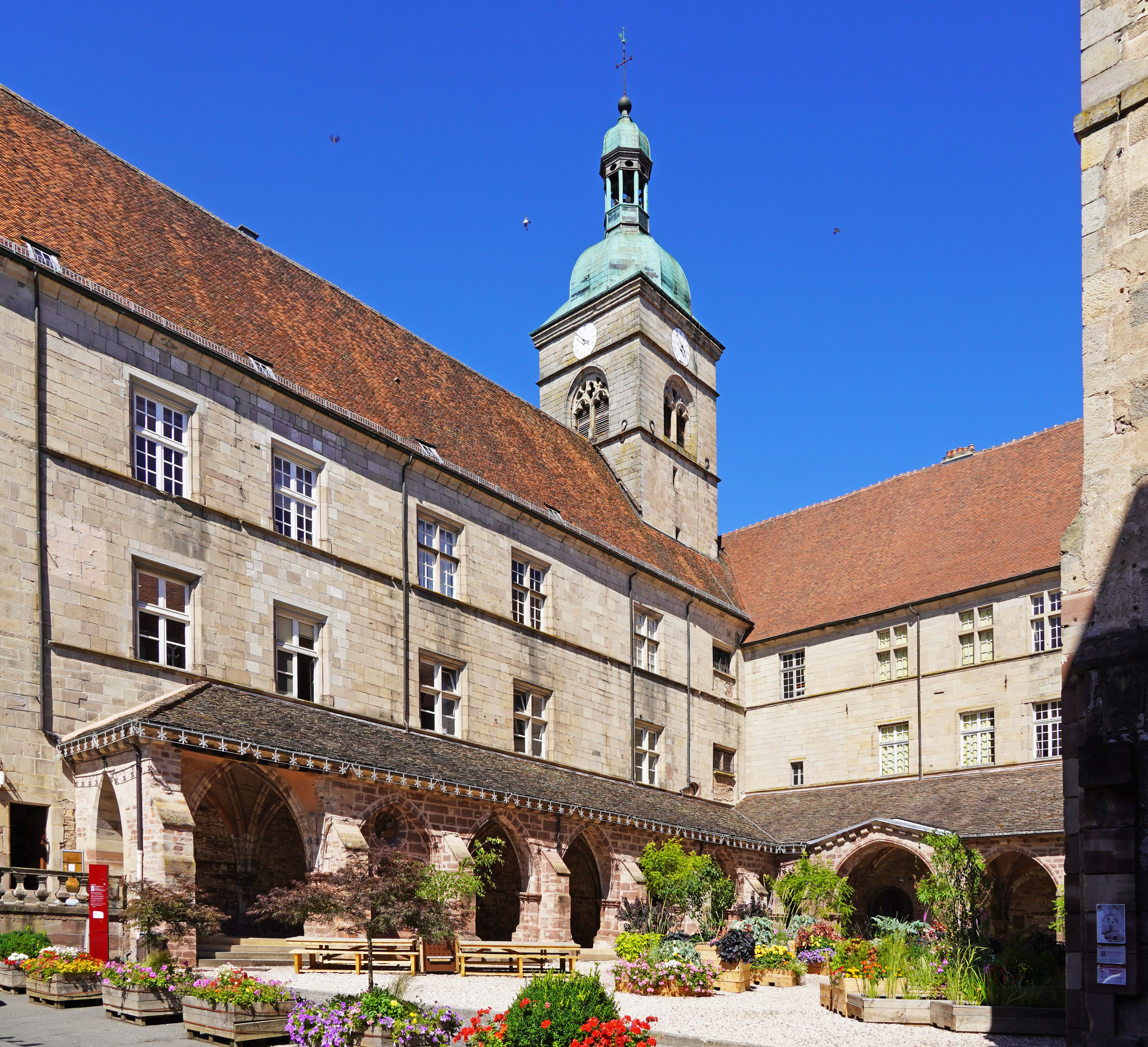
Abbaye Saint-Colomban de Luxeuil

Bien que la province ait bénéficié de plusieurs initiatives d'évangélisation, le culte chrétien n'a pas encore de règles qui font consensus. La qualité du clergé est parfois contestable, surtout dans les paroisses rurales. La population mêle parfois le paganisme aux pratiques chrétiennes. C'est à partir du VIe siècle et VIIe siècle que cela commence à réellement s'organiser avec la règle de saint Benoît mais, aussi, dans le cas de la future Franche-Comté, la venue de Colomban de Luxeuil et ses moines dans la région.
Ils arrivent dans les Vosges saônoises et se fixent sur le site d'Annegray (Anagrates) au pied de la montagne Saint-Martin, sur la commune actuelle de La Voivre en Haute-Saône, sur le site d'un ancien castrum romain ruiné. Les moines entreprennent le défrichement des bois et la construction de bâtisses de chaume. En même temps, ils accueillent les malades et commencent la formation de nouveaux moines. Colomban effectue une première retraite dans une grotte de la montagne (actuellement sur le territoire de Sainte-Marie-en-Chanois).
Devant le succès des vocations, Colomban décide de créer un nouveau monastère à Luxeuil, lieu plus accessible et pourvu de sources aux vertus thermales. Lui et ses moines y pratiquent une vie contemplative équilibrée par un fort travail manuel. Ils se consacrent à l'éducation, aux œuvres charitables et à l'évangélisation : un mode de vie à l'image de la règle de saint Colomban.
Le VIIe siècle voit aussi naître un personnage religieux important pour la région. Il s'agit de saint Claude, qui deviendra plus tard le saint patron de la Franche-Comté. Selon la tradition, il est né à Salins dans une illustre famille gallo-romaine. D'abord militaire, il quitte l'armée vers l'âge de vingt ans pour devenir clerc à Besançon, puis moine au monastère de Condat. Il est choisi pour évêque de Besançon et occupe cette fonction pendant sept ans durant lesquels il continue de mener une vie monacale très austère.
Au XIIe siècle, son tombeau est ouvert et son corps est retrouvé incorrompu. Le monastère devient alors un grand lieu de pèlerinage, réputé pour de nombreux miracles. Sa renommée est telle que ses reliques sont exposées aux fidèles deux fois par jour et que des visiteurs illustres, tel le roi de France Louis XI, viennent s'y recueillir.

### La Bourgogne mérovingienne et carolingienne

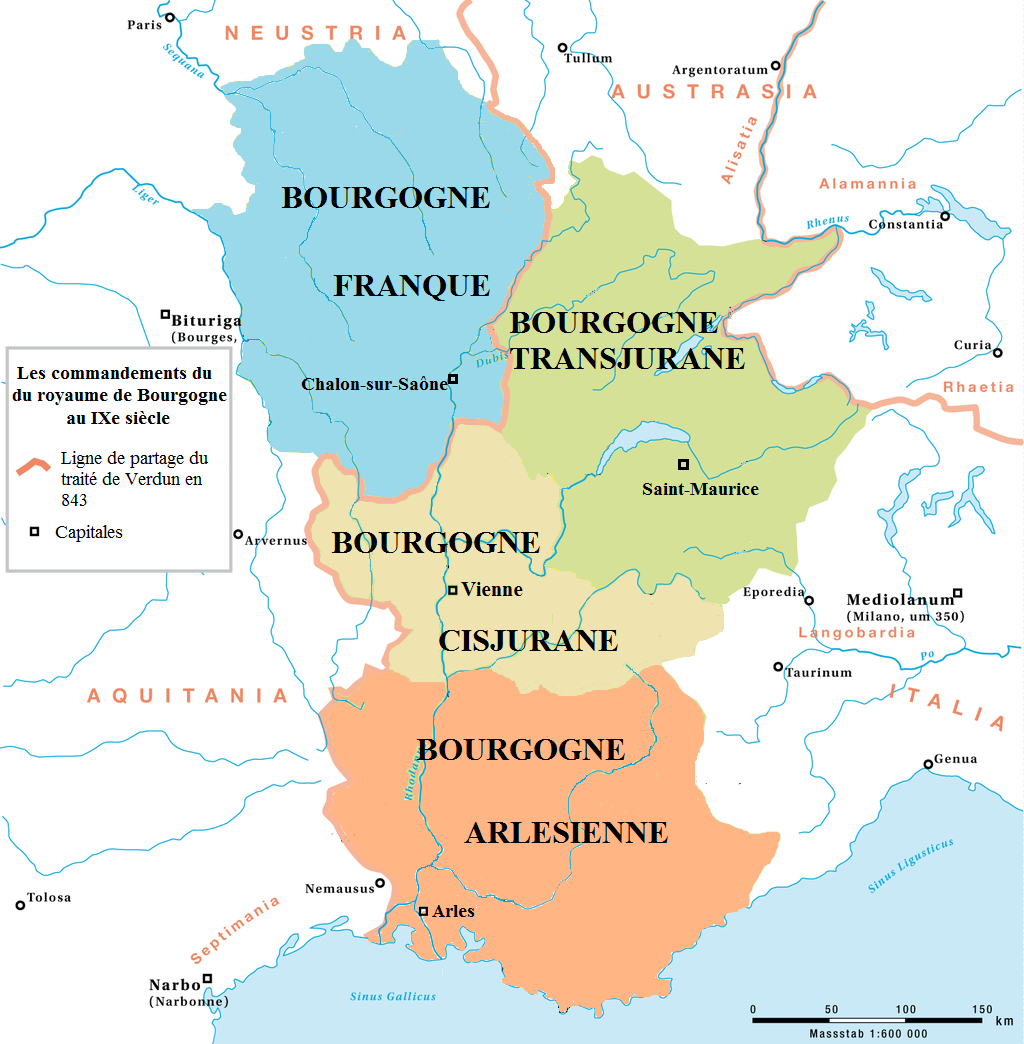
Les 4 commandements du royaume de Bourgogne sous les carolingiens vers 814

La Bourgogne, dont le territoire franc-comtois faisait alors partie, fut érigée en royaume mérovingien par suite des partages successoraux entre les descendants de Clovis (561-687), avant d'être réunie à l'Austrasie et à la Neustrie par Pépin de Herstal. Le royaume franc, mérovingien puis carolingien, englobait ainsi la Bourgogne. Charlemagne modifia l'organisation administrative de ses terres, divisant la région en quatre subdivisions: chacune était dirigée par un comte dépendant directement de l'empereur.
- Une Bourgogne franque
- Une Bourgogne cisjurane
- Une Bourgogne transjurane (où se trouve la future Franche-Comté)
- Une Bourgogne provençale

La mort de Louis le Pieux en 840 marque le retour des guerres de succession : les terres à l'est de la Saône (la future Franche-Comté) sont séparées de celles sises à l'ouest par le traité de Verdun en 843. Le territoire comtois est alors intégré à la Francie médiane, royaume de Lothaire Ier. Lorsque celui-ci meurt en 855, un de ses fils Lothaire II, n'hérite que de la Lotharingie, et de la Haute-Bourgogne dans laquelle est comprise la future Franche-Comté. À sa mort sans héritier (869), Charles le Chauve et Louis le Germanique se partagent ses terres. Le comté de Portois et une partie du comté de Varais, avec Besançon (Vesontio), reviennent à Charles le Chauve.
Les successeurs de Charles II (mort en 877) manquent de personnalité et perdent rapidement l'autorité sur les délégués de l'administration royale, en particulier les comtes et leurs fidèles. C'est le début du système féodal avec la constitution de clientèles par les grands et la naissance des principautés territoriales. Des rois concurrents sont élus en opposition aux Carolingiens, en 879 et 888, précisément dans les territoires  bourguignons. Or le pays était menacé par les Sarrasins et ravagé par les Normands. Le roi Boson meurt en 887,  laissant à son fils Louis l'Aveugle un trône mal affermi. Le Carolingien Charles III le Gros venait d'être déposé et sa mort en 888 avait eu pour conséquence la dislocation définitive de l'empire de Charlemagne. En 888, au-delà des monts du Jura, Rodolphe Ier, était le possesseur du duché de Transjurane transmis par son père Conrad II de Bourgogne, comte d'Auxerre. Les circonstances ont permis à son ambition de transformer le duché en royaume : la Bourgogne Transjurane. Il se fait couronner roi par une assemblée de prélats réunis à Saint-Maurice-d'Agaune. Dès les premières années de son règne, il ajouta au duché de Transjurane, les comtés compris dans le diocèse de Besançon. En 933 les royaumes de Basse et Haute bourgogne furent réunis en un seul Etat: le royaume d'Arles

### Naissance du comté de Bourgogne
Après Rodolphe Ier, le pouvoir passe successivement à Rodolphe II de Bourgogne, Conrad le Pacifique puis Rodolphe III de Bourgogne. « Souverains débiles et sans puissance réelle » écrit Lucien Febvre, ils n'exercent qu'un pouvoir nominal. Les grands sont maîtres du royaume. Le pouvoir réel bascule peu à peu en faveur des comtes. Parmi les plus puissants d'entre-eux se trouve Otte-Guillaume de Bourgogne, premier comte héréditaire de Bourgogne. Par son héritage et son mariage avec Ermentrude de Roucy, ses possessions lui permettent de fonder, autour de l'année 982, le comté de Bourgogne. Son pouvoir au sein du royaume est tel qu'il réussit à supprimer les circonscriptions administratives carolingiennes que constituaient les pagi de la Burgondia : l'Amous (région de la Saône, de l'Ognon et du Doubs), l'Escuens (région de Château-Chalon), le Portois (région de Port-sur-Saône) et le Varais (région enserrée dans le « M » que forme le tracé de la rivière le Doubs). Ils relèvent (en principe) de vassaux du roi de Haute-Bourgogne mais le comte les remplace par des vicomtés. De ce fait, ces territoires deviennent ses fiefs et leur aristocratie, ses vassaux. Dès lors, la comté adopte la base de sa forme politique pour les siècles à venir, correspondant ainsi, approximativement, à l'actuelle région de Franche-Comté.

### Rattachement à l'empire germanique

L’empire en l'an mil.
Royaume de Germanie
Royaume d'Italie
États pontificaux
Royaume de Bourgogne (indépendant)
Les marches sont figurées en hachuré

- Royaume de Germanie
- Royaume d'Italie
- États pontificaux
- Royaume de Bourgogne (indépendant)

En 1016, lors d'une entrevue tenue à Strasbourg, l'empereur germanique Henri II, recevait de Rodolphe III, sans héritier légitime, une promesse d'être désigné comme son successeur en qualité de roi de Bourgogne. Cette promesse fut renouvelée à Bâle en 1027, avec son successeur, Conrad II le Salique, neveu par alliance de Rodolphe, marié à sa nièce Gisèle. Eudes II de Blois, le fils de sa sœur Berthe, son neveu, figurait comme prétendant naturel à sa succession. À la mort de Rodolphe III survenue le 5 ou 6 septembre 1032, le comte Eudes II de Blois revendiqua la succession de Rodolphe. En 1033, une lutte armée l'opposa à Conrad II le Salique, à laquelle Eudes mis fin en s'engageant auprès de Conrad à renoncer à toutes ses prétentions. Reniant son serment, Eudes reprit la lutte en 1035. En 1037, il trouva finalement la mort dans une bataille que lui livra Gothelon Ier de Lotharingie, à proximité de Bar-le-Duc le 15 novembre 1037. Le comté de Bourgogne fut alors rattaché à l'Empire germanique.

### Les comtes rebelles

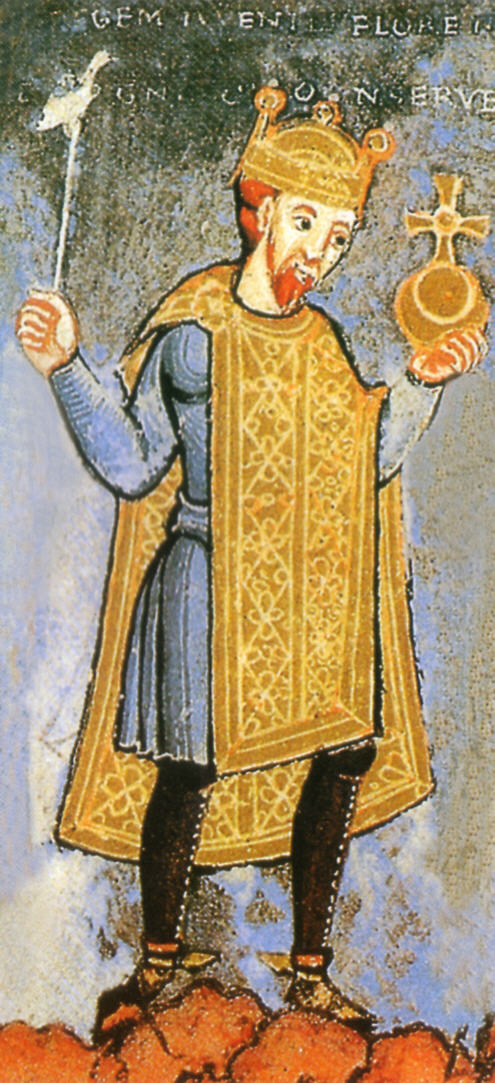
.

Légué au Saint-Empire, le comté rejoint l'actuel pays de Montbéliard dans la mouvance germanique. Cependant, une bonne partie des grands seigneurs bourguignons, dont Renaud Ier, soutient Eudes II, comte de Blois, face à l'empereur. Cette révolte échoue et le royaume de Bourgogne reste dans l'empire. En 1038, Conrad II le transmet à son fils Henri III.
En conséquence des luttes de pouvoir, l'archevêque de Besançon Hugues Ier de Salins, qui avait soutenu l'empereur, obtient en 1043 les droits régaliens sur Besançon, et le titre de noblesse de prince-évêque, ainsi que pour ses successeurs. Ceci fait de la ville un état ecclésiastique, se détachant de l'autorité du comté de Bourgogne, et dépendant uniquement du pape et de l'empereur. La principauté épiscopale de Besançon, forme alors une enclave au sein de la province.
En 1044, Renaud Ier se révolte à nouveau contre Henri III, empereur depuis 1039, mais il est défait par le comte Louis de Montbéliard. Il meurt en septembre 1057, et son fils Guillaume Ier devient comte. Guillaume Ier et son fils aîné Renaud II sont des comtes très puissants, régnant sur des terres dépassant largement les limites du comté de Bourgogne. Renaud II et deux de ses frères meurent en Terre sainte, ce qui affaiblit grandement le pouvoir de leur famille.
Le comte de Bourgogne, Guillaume II, fils de Renaud II, doit faire face à de puissants seigneurs locaux. Lointain héritage de la loi Gombette, ces derniers se transmettent de père en fils terres et châteaux accrochés aux massifs et aux pentes des profondes vallées du pays. Il est assassiné par certains de ses barons en 1125. Son fils, Guillaume III est aussi tué deux ans plus tard, en 1127. Son cousin, Renaud III lui succède. Il entre en conflit avec les empereurs successifs, Lothaire II et Conrad III de Hohenstaufen, refusant de reconnaître leur suzeraineté. Conrad III confisque les terres de Renaud III et les octroie à Conrad de Zähringen. Renaud III entre alors en guerre contre Conrad III, mais battu par Conrad de Zähringen, il doit lui céder ses possessions à l'est du Jura.

### Rapprochement avec l'Empire

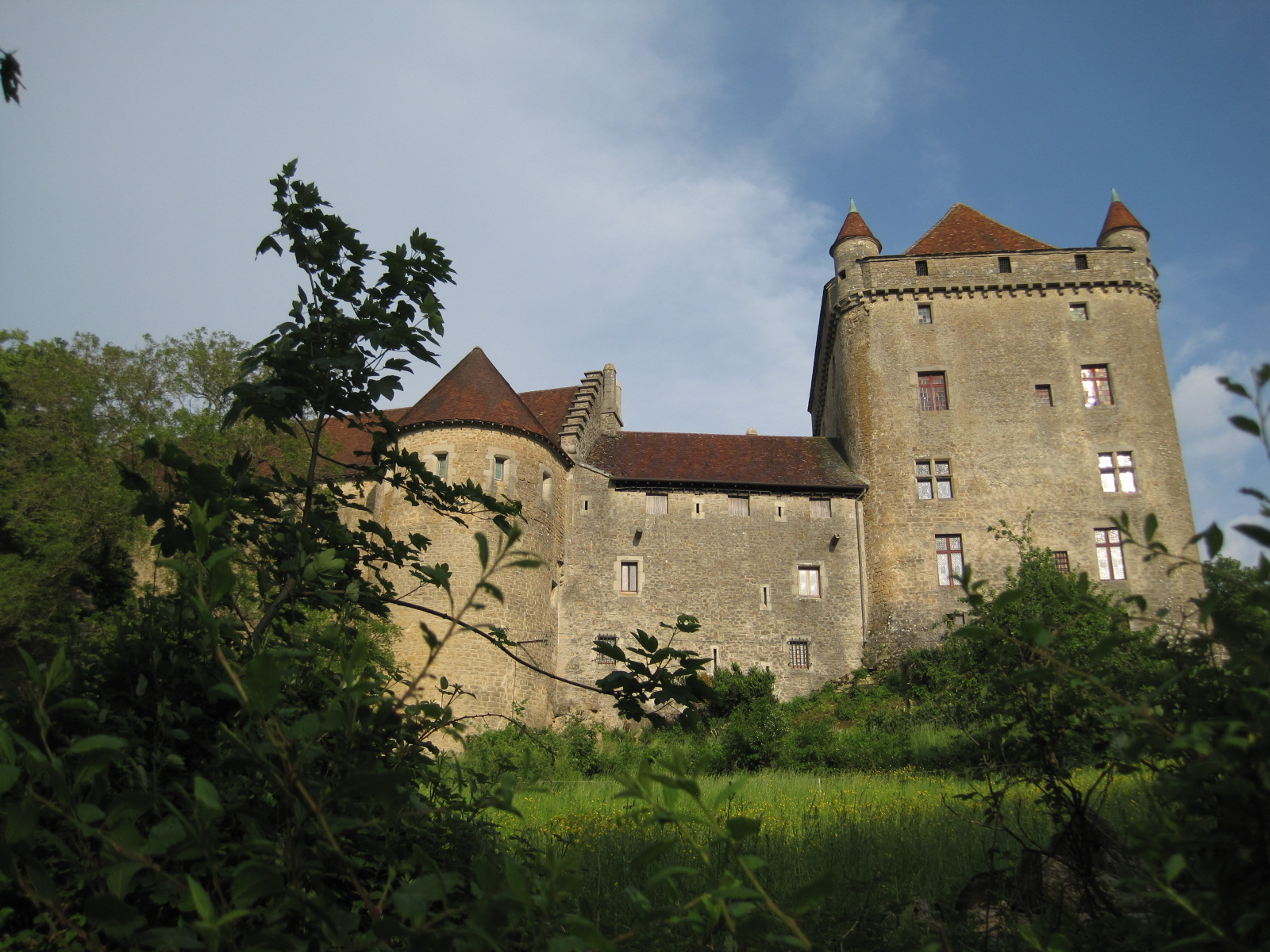
Château du Pin (XIIIe siècle)

Lorsque Renaud III de Bourgogne meurt en 1148, sa fille Béatrice hérite du comté, le frère du défunt, Guillaume IV, étant régent. Ce dernier tente de spolier sa nièce mais l'empereur l'en empêche. En 1156, Béatrice épouse l'empereur, Frédéric Barberousse. En 1178, ce dernier est couronné roi de Bourgogne.
Après la mort de Frédéric Barberousse en 1190, alors comte et roi de Bourgogne, son fils Othon Ier décide de renoncer au titre de roi pour prendre celui de comte palatin de Bourgogne, menaçant de cette façon l'autorité des barons comtois. Très brutal, il tue plusieurs seigneurs du comté. Lorsqu'il meurt en 1200, sa fille aînée, Jeanne, reçoit le comté en héritage. Elle meurt cependant quelques années plus tard, en 1205, et c'est alors sa sœur, Béatrice II, qui dirige le comté.
Son oncle, Philippe Ier de Souabe, la marie avec un prince d'origine bavaroise, duc de Méranie, Othon II, en 1208. Comme Othon II et son fils, Othon III délaissent ce comté éloigné, les seigneurs locaux en profitent pour acquérir une plus grande liberté. Le XIIIe siècle voit l'émergence de la maison de Chalon qui, notamment grâce à des mariages, rassemble une grande partie des terres jurassiennes et finalement, détient le réel pouvoir sur le comté. En 1236, Hugues de Chalon, neveu de Béatrice d'Auxonne et fils du comte Jean, épouse Alix de Méranie, fille d'Othon II. L'année suivante, en échangeant avec le duc de Bourgogne Hugues IV les comtés de Chalon et d'Auxonne contre la baronnie de Salins et d'autres terres comtoises, il augmente grandement sa richesse grâce aux salines.
Lorsqu'il meurt en 1248, Othon III désigne sa sœur Alix, épouse de Hugues de Chalon, comme héritière du comté de Bourgogne. Durant les années qui suivent, Jean et Hugues de Chalon passent de multiples accords, notamment avec l'empereur Rodolphe Ier de Habsbourg. Après la mort du comte de Bourgogne, Hugues de Chalon en 1267 et celle de son père en 1268, Alix de Méranie dirige le comté jusqu'à sa mort en 1279. Le fils de Hugues et Alix, Othon IV devient alors comte palatin de Bourgogne. Très vite, un conflit l'oppose à un de ses oncles, Jean Ier de Chalon-Arlay. Ce dernier fait appel à Rodolphe Ier de Habsbourg. Othon et la ville de Besançon, alors alliés, doivent reconnaître la suzeraineté de l'empereur en 1289 après qu'il eut assiégé Besançon.
Ce dernier siège causera une intensification des luttes de pouvoir entre laïcs et clercs, au sein de la ville épiscopale. Elles aboutiront à l'indépendance de la commune le 3 juin 1290. Besançon se libère donc du pouvoir des archevêques, tout en restant soumise à l'empereur, mais pas au comte de Bourgogne. Elle forme la ville libre d'Empire de Besançon et se gouverne par elle-même, grâce à un conseil de vingt-huit notables élus au suffrage universel masculin à plusieurs degrés et à un conseil de quatorze gouverneurs désignés par les notables.

### Le comté de Bourgogne entre les mains de la monarchie française

Blason des comtes de Bourgogne à partir de 1278.

Duché et Comté de Bourgogne au XIVe siècle.

Ces événements conduisent Othon IV à chercher des appuis du côté de la France. Le 2 mars 1295, par la convention de Vincennes, il décide de vendre les droits sur le comté au roi de France, Philippe le Bel. Le comté de Bourgogne passe sous influence française bien que relevant toujours de la suzeraineté germanique. À l'annonce de ce traité, la plupart des barons comtois, menés, entre autres, par Jean Ier de Chalon-Auxerre et son demi-frère Jean de Chalon-Arlay, prennent les armes contre les Français et Othon IV. Soutenus par le roi d'Angleterre, Édouard Ier, et l'empereur, ils combattent pendant six ans les visées françaises. Grâce à son habileté, Philippe le Bel, avec le concours du duc Robert II de Bourgogne, gagna peu à peu leur confiance et réussit à ramener le pays au calme. Othon IV mourut en 1303. Le comté demeura entre les mains de Philippe le Bel, puis de son fils Philippe V, dit « le Long », qui réunit le comté, (que sa femme avait apporté en dot), au domaine royal, avant de le donner en viager à sa femme Jeanne II de Bourgogne, fille de Mahaut d'Artois et d'Othon IV.

### La période capétienne

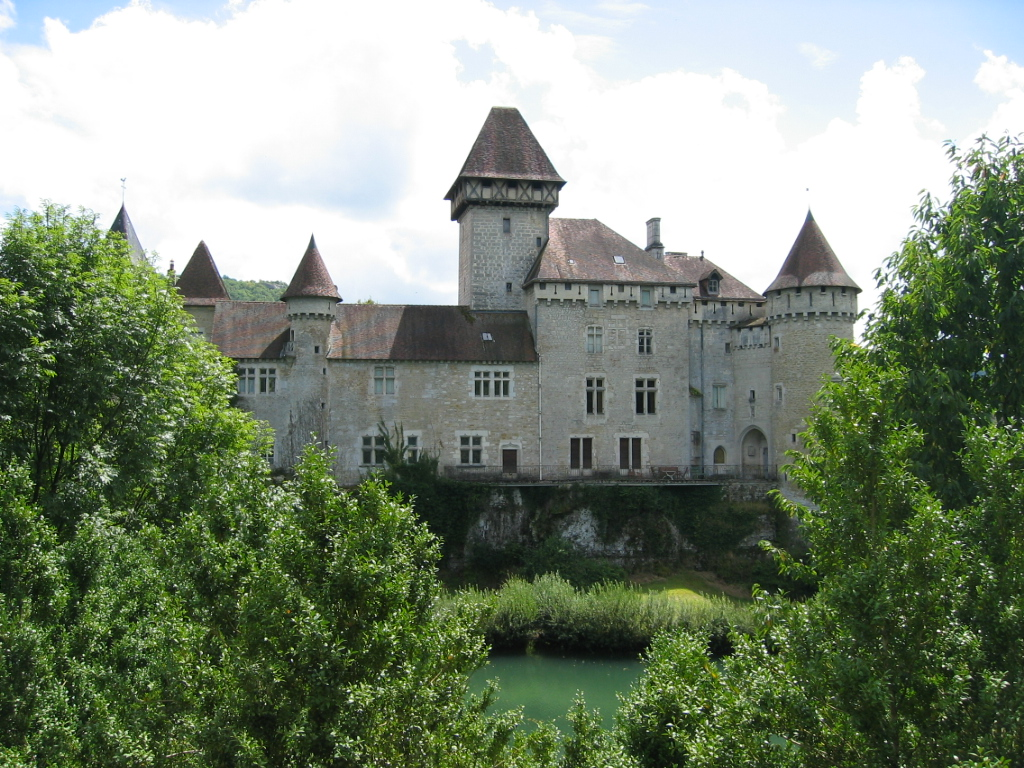
Château de Cleron (XIVe siècle)

À la mort de Jeanne II, le comté revint à sa fille Jeanne III qui avait épousé en 1318 Eudes IV, duc de Bourgogne. Le duché et le comté de Bourgogne se retrouvèrent ainsi unis. Les barons comtois, menés par Jean II de Chalon-Arlay, se rebellèrent contre Eudes IV à plusieurs reprises (1335-1336, 1342-1343 et 1346-1348). En 1336, Eudes IV battit Jean II d'Arlay et les bisontins à la bataille de la Malecombe.
L'année suivante marqua le début de la guerre de Cent Ans. Eudes IV apporta son soutien au roi de France, Philippe VI et battit Robert III d'Artois allié des anglais à la bataille de Saint-Omer (juillet 1340). La noblesse comtoise était plus divisée et certains barons combattirent avec Eudes. En 1338, le fils d'Eudes IV et de Jeanne III, Philippe épousa Jeanne, comtesse de Boulogne et d'Auvergne. Il mourut en 1346 lors du siège d'Aiguillon.
Entre 1346 et 1349, la peste noire ravagea la Bourgogne et dépeupla très fortement villes et villages. Elle emporta notamment Eudes IV en 1349. Son petit-fils, Philippe de Rouvres, hérita alors de la Bourgogne. Sa mère Jeanne exerça la régence. Celle-ci se remaria le 19 février 1350 avec Jean de France, duc de Normandie, dauphin de Viennois (le futur roi Jean le Bon dès le 22 août de la même année), fils du roi de France. Quand il devint roi de France, il se mit à diriger les affaires du comté et du duché de Bourgogne. En 1357, Philippe fut marié à Marguerite de Flandres. En 1360, les Anglais ravagèrent les Bourgogne : ils prirent notamment Auxerre et Vesoul. Les Bourguignons durent leur verser la somme de 100 000 moutons d'or afin qu'ils s'éloignent. Philippe mourut prématurément en 1361 sans descendance.

### Passage à la maison de Dampierre
Le roi de France, Jean le Bon, s'octroie le duché de Bourgogne. Le comté de Bourgogne (et celui d'Artois) reviennent à Marguerite de France, fille cadette de Jeanne II. La mort de Jean II de Chalon-Arlay en 1362 (peste noire) et un accord signé avec Jean II en 1364 assurent le pouvoir de Marguerite sur le comté. Elle quitte la vie le 9 mai 1382. Son fils Louis de Mâle lui succède au gouvernement de Comté. En 1384, il disparait, laissant le Comté à son héritière, sa seule fille, Marguerite de Flandres, qui avait pris pour époux Philippe le Hardi, premier duc de Bourgogne de la maison de Valois.
En 1364, Hugues de Chalon-Arlay obtient de l'empereur Charles IV, les droits de l'empire sur Besançon. C'est en 1366 qu'apparaît le terme de Franche-Comté pour désigner le comté de Bourgogne.
Durant la guerre de Cent Ans, les Grandes compagnies de mercenaires ravagent les régions françaises ainsi que le comté de Bourgogne. Elles furent battues par le capitaine-général de Franche-Comté, Jean de Vienne, près de Chambornay en 1366. La somme de 200 000 livres leur fut versée afin qu'elles quittent la région.

### La Franche-Comté dans les États Bourguignons

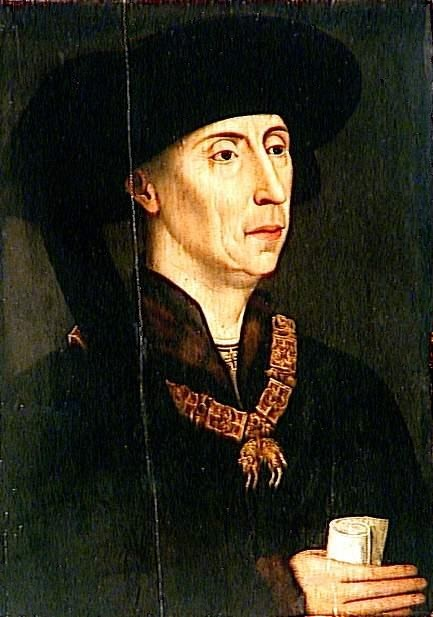
Philippe le Bon qui créa les institutions modernes de la province.

En 1369, Marguerite de Flandres, veuve de Philippe de Rouvres et héritière des comtés de Bourgogne, d'Artois, de Flandre, de Rethel et de Nevers, épousa Philippe le Hardi, frère du roi de France Charles V. En raison de l'importance de ce mariage, ce dernier versa 200 000 livres tournois au père de la mariée, Louis de Mâle.
En 1384, la mort de Louis de Mâle mit le couple de sa fille, épouse du duc de Bourgogne Philippe le Hardi, en possession du Comté de Bourgogne et réalisa l'union des deux Bourgognes avec de riches provinces des Pays-Bas qui permit aux quatre ducs-comtes Valois d'édifier une véritable puissance au cœur de l'Europe occidentale, une nouvelle Lotharingie, menaçante pour ses deux puissants voisins : le royaume de France et le Saint-Empire. Les Comtois vont alors embrasser ce destin, cet idéal bourguignon qui devient l'une des composantes du nationalisme franc-comtois.
Sous les Valois-Bourgogne la Franche-Comté amorce ce qui deviendra au XVIe siècle son apogée. Si l'agriculture y évolue peu, on note le développement des fruitières sur le plateau d'Amancey et dans le Haut-Jura, qui seront à l'origine des productions du célèbre Comté. C'est à cette époque que la vigne s'étend et prend de l'ampleur jusque sur les hauteurs du val de Saugeais. Les vins d'Arbois deviennent célèbres et se trouvent jusque sur les tables royales depuis le XIIIe siècle. La vigne se répand et on en trouve à Dole, Gray, Besançon, Vesoul, Champlitte, ainsi que dans les vallées de la Loue et de l'Ognon. Les ducs-comtes poussent en avant également la filière du sel alors en expansion : Lons-le-Saunier, Saulnot, Scey-sur-Saône, Soulce, Saint-Hippolyte et surtout Salins qui assurera la richesse de toute la province. Philippe le Bon crée la fonction de Pardessus, qui est chargé de la production de sel. La province se connecte progressivement au réseau de commerce extérieur et ses produits sont vendus aux marchés de Chalon, de Genève, de Bâle et d'Anvers.
Les ducs-comtes dotent la Comté d'institutions solides. Le Parlement de Dole, entre autres, est créé en 1386, l'université de Dole est elle fondée en 1423, par la volonté du comte Philippe le Bon. La charge de Gruyer voit également le jour à cette époque pour assurer la gestion des forets comtoises. Mais aussi des cours d'eau et des étangs nombreux en Bresse comtoise et dans le secteur de Faucogney, aujourd'hui les milles étangs. Son créés aussi à la fin du XIVeme siècle, les états de Franche-Comté qui participeront à la gestion de la province qui est d'ailleurs divisée en bailliages, toujours à cette époque.

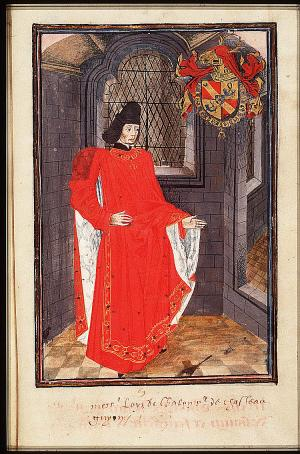
Louis de Chalon-Arlay, chevalier de la Toison d'or et commandant en chef de la cavalerie bourguignonne à la bataille de Grandson ou il décède.

Sous l’État bourguignon, notamment à partir de Philippe le Bon, jusqu’à plus tard sous le règne de Charles Quint, de nombreux Comtois vont s'illustrer et obtenir les faveurs des ducs de Bourgogne. Que ce soient des militaires ou des hommes politiques, de nombreux hommes vont peser sur l'histoire bourguignonne. Parmi les politiques on peut citer Guillaume de Rochefort, Jean Bonnot, Guy de la Baume,Thomas de Plaine, Guillaume de la Baume d'Illens ou Jean Carondelet, alors chancelier de Bourgogne. La liste des militaires serait longue mais pour les plus connus d'entre eux on peut citer Guillaume de Vaudrey et son neveu Claude de Vaudrey, Simon de Quingey, Philippe Loyte, Hugues de Chalon-Arlay et son frère Louis mort à la bataille de Grandson, Claude de Toulongeon ou Jean de Chalon. premier gouverneur du comté de Bourgogne.
En 1474, la violence reparaît : les confédérés suisses incendient L'Isle-sur-le-Doubs et attaquent Héricourt au mois de novembre et battent les troupes bourguignonnes et savoyardes qui venaient à sa rescousse. La saline de Saulnot, ressource économique importante de la région, est également détruite L'année suivante, après avoir dévasté le pays de Vaud, les Suisses repassent la frontière et dévastent le Haut-Doubs incendiant tout sur leur passage. Ils prennent notamment Pontarlier où les 250 défenseurs sont tous exécutés puis Jougne ou ils massacrent plus de 300 personnes, pillent Montbenois et détruisent entièrement le village de Rochejean qui avait juste tenté de résister. Ces actions obligent alors Charles le téméraire à agir.
Le duc-comte Charles le Téméraire après avoir pris Nancy en novembre 1475, arrive dans le pays de Vaud en mars 1476. Il reprend Orbe, Yverdon puis Grandson mais est battu lors des batailles de Grandson et de Morat. Le Téméraire se replie alors en Franche-Comté à Salins où il tente de recréer une armée à La Rivière.
Il quitte la Franche-Comté en septembre avec son armée fraîchement reconstituée pour ne jamais y revenir. Tentant de reprendre la Lorraine qui venait de se soulever, Charles le Téméraire meurt sous les murs de Nancy en janvier 1477. Le duché est rattaché à la France, et le rêve des grands ducs d'Occident s'évanouit.

### L'éphémère réunion au royaume de France

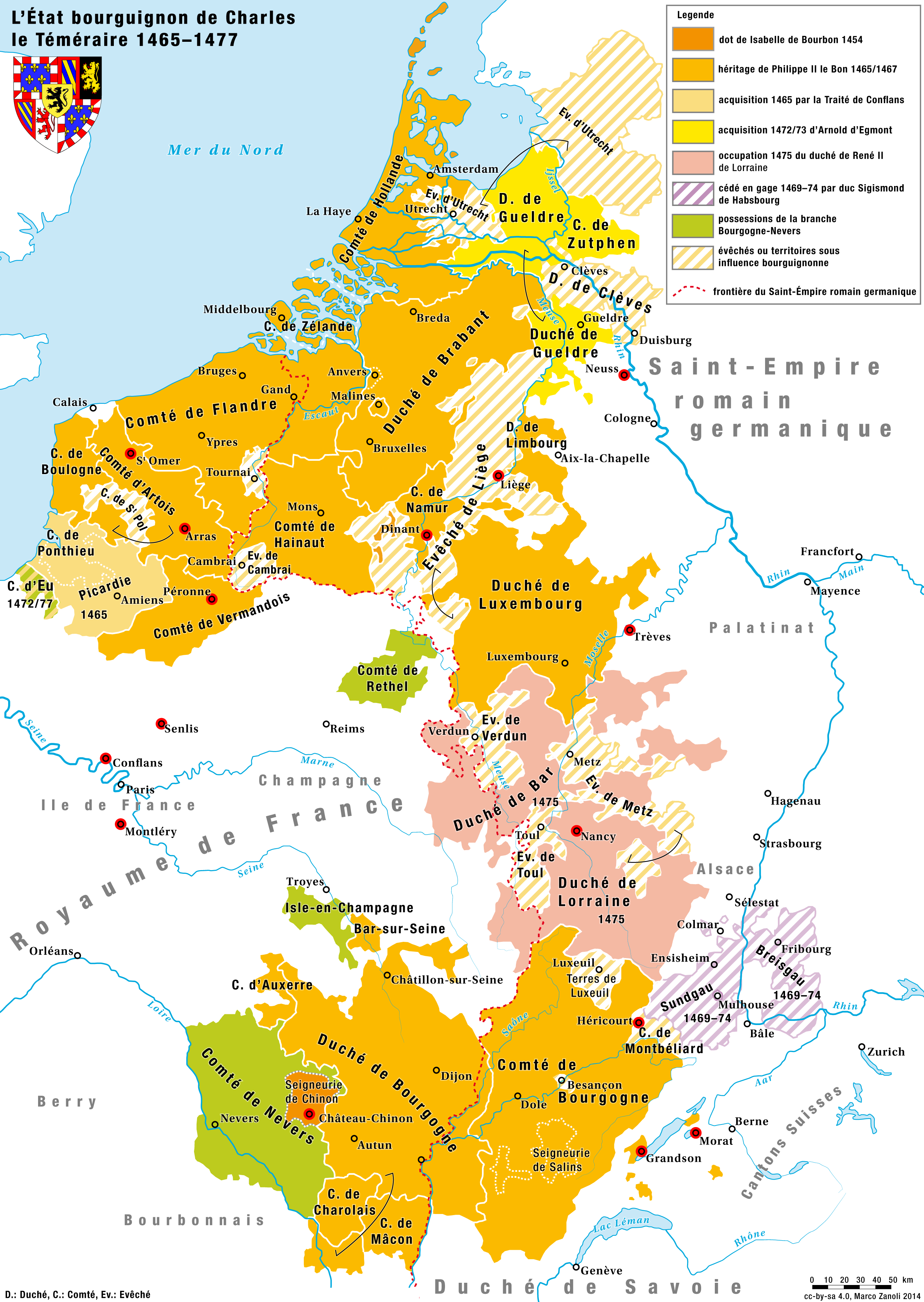
L'État bourguignon à leur apogée, sous le règne de Charles le Téméraire.

Les occupants suisses de la Franche-Comté sont vite remplacés par les armées du roi de France. Car à sa mort, Charles le Téméraire ne laisse qu’une fille : Marie de Bourgogne âgée de vingt ans. Cette dernière devient donc l’héritière des puissants états bourguignons. Son père lui lègue un ensemble qui s’étend sur les Pays-Bas et les deux Bourgogne (duché et comté) mais un état en guerre et surtout sans unité. Le roi de France Louis XI profite de l’opportunité pour occuper les Bourgognes, il propose aussi un mariage avec son fils le dauphin Charles. Marie refuse de s’unir avec le fils du plus grand ennemi de son père. Elle préfère un mari plus puissant : Maximilien d’Autriche héritier des Habsbourg et futur empereur romain germanique. Par cette union célébrée le 19 août 1477 Marie trouve un bon protecteur pour ses états. Louis XI n’entend pas abandonner ses conquêtes si facilement. Il annexe d’abord légalement le duché de Bourgogne, car c’était un apanage des rois de France et par ce fait ne pouvait se transmettre aux femmes, il revenait donc tout naturellement à la couronne. Il nomme Georges de la Tremoille gouverneur du comté de Bourgogne, bien que le roi ne soit pas souverain légitime de la Franche-Comté. Le comté de Bourgogne est alors un territoire particulièrement fidèle et attaché à Marie de Bourgogne et à l'État bourguignon. C'est une des raisons pour lesquelles il garda encore plusieurs siècle la croix de Bourgogne comme emblème. Aussi suivis par le peuple, les nobles comtois se soulèvent et remportent plusieurs victoires décisives : les troupes royales sont contraintes de repasser la Saône.
Furieux, Louis XI limoge son commandant et nomme à la place Charles d'Amboise et repasse à l'attaque. Il incendie Dole. D'autres villes comtoises subissent le même sort et près de cent châteaux sont rasés. Certains chefs de l'insurrection comtoise sont exécutés comme Guillaume de Vaudrey et d'autres finissent dans les célèbres prisons de Louis XI, les Fillettes du roi, comme Simon de Quingey.
En 1482, Marie de Bourgogne décède dans un accident de chasse. Cette dernière a pour ses états (Comté de Bourgogne et Pays-Bas) une héritière : sa fille Marguerite. L'archiduchesse d'Autriche s'attache les services de Comtois, dont son écuyer tranchant Jean Bonnot, jusqu'à sa mort. Son fils Philippe le Beau devant hériter de l’empire des Habsbourg. Une nouvelle fois, le sort de la Franche-Comté dépend d’un mariage. Louis XI reprend espoir. Il obtient l’union entre son fils, le futur roi Charles VIII et la jeune héritière de Bourgogne. La promesse de mariage est entérinée par le traité d'Arras qui donne un comté vaincu à la France. Après la mort de son père, Charles VIII préfère épouser Anne de Bretagne l’héritière du duché du même nom. Outré par cet affront fait à sa fille, elle a alors 11 ans, Maximilien de Habsbourg, que ce mariage prive de la Bretagne qui lui était promise, entreprend de reconquérir la Franche-Comté. Charles VIII qui a alors des ambitions en Italie laisse faire. L'armée française d'occupation commandé par Baudricourt est vaincue à la bataille de Dournon. Il s'ensuit une révolte quasi générale qui chasse les français hors du comté.
Il accepte alors d'abandonner le comté si cher au cœur de son père par le traité de Senlis signé en 1493. La province en sort renforcée. Les fortifications sont consolidées ; Joux est reprise aux Suisses.

## Temps modernes

### La Franche-Comté des Habsbourg

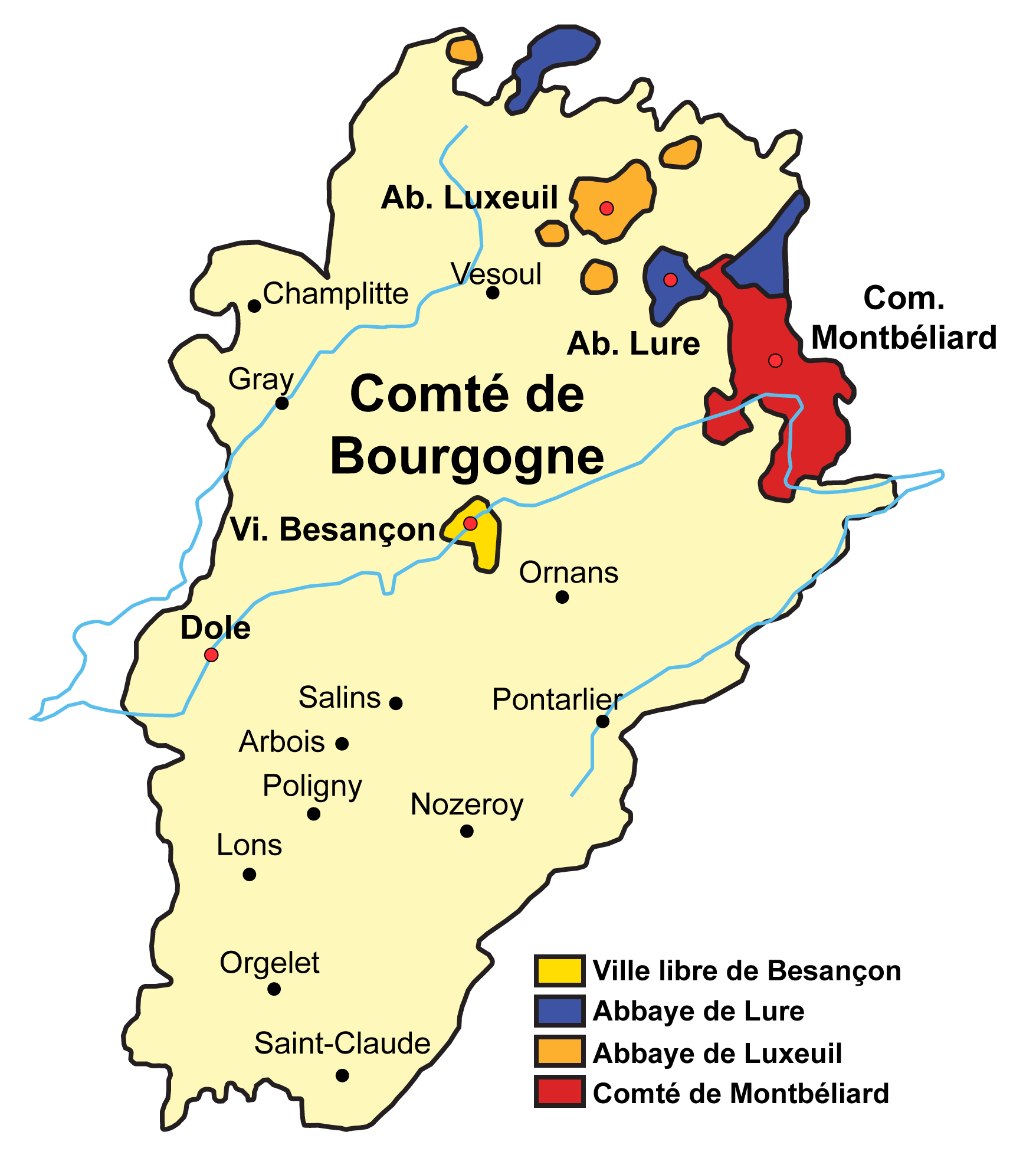
La Franche-Comté à la fin du XVe siècle.

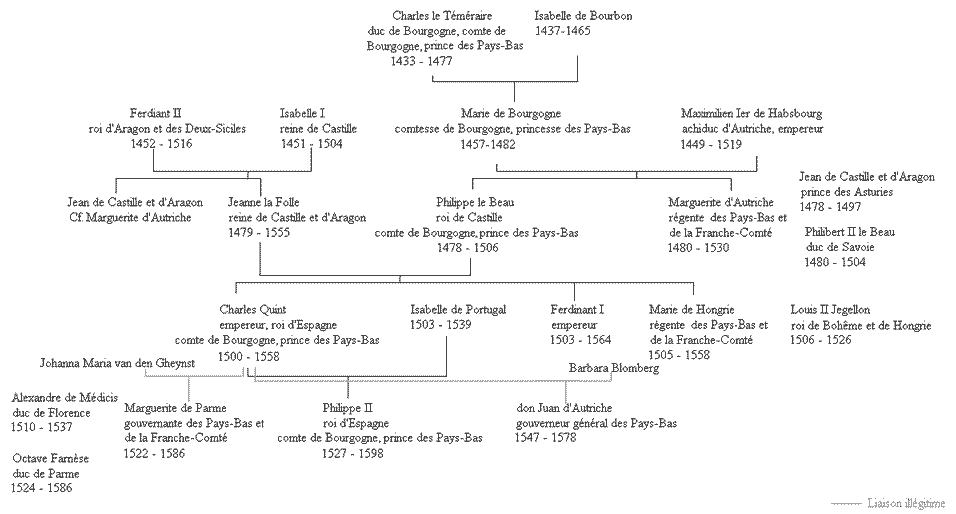
Généalogie des comtes de Bourgogne et gouverneur de Franche-Comté et des Pays-Bas, prince du sang, de Charles le Téméraire à Philippe II.

La Franche-Comté sous les Habsbourg (maison d'Autriche et d'Espagne) :
- 1477-1482 : Marie de Bourgogne, fille de Charles le Téméraire, qui épouse Maximilien Ier.
- 1482-1506 : Philippe le Beau, fils de Marie de Bourgogne (il a quatre ans quand sa mère meurt précocement à l'âge de 25 ans d'une chute de cheval).
- 1506-1530 : Marguerite d'Autriche, sœur de Philippe le Beau.
- 1530-1558 : Charles Quint, neveu de Marguerite d'Autriche (administration de Nicolas Perrenot de Granvelle (1486-1550).
- 1558-1598 : Philippe II d'Espagne, fils de Charles Quint (rôle important du cardinal Granvelle, 1517-1586).
- 1598-1621 : Archiduc Albert d'Autriche, neveu de Philippe II et fils de Maximilien II, et sa femme l'archiduchesse Isabelle, fille de Philippe II, administrent la Franche-Comté jusqu'à la mort de l'archiduc en 1621, l'année où meurt le roi d'Espagne Philippe III, fils de Philippe II.
- 1621-1665 : Philippe IV d'Espagne, fils Philippe III.
- 1665-1674 : Charles II d'Espagne, fils de Philippe IV : il règne jusqu'à la conquête de la Franche-Comté par le royaume de France entérinée par les traités de Nimègue entre 1678 et 1679 (Charles II mourra en 1700).

Maximilien de Habsbourg laisse le gouvernement des Pays-Bas et de la Franche-Comté à son fils Philippe le Beau qui est aussi l’époux de Jeanne la Folle reine de la Castille et de l’Aragon. Mais Philippe demeure le plus souvent dans les Flandres. Il visite toutefois la Franche-Comté en 1503. Le peuple, attaché à la maison des comtes de Bourgogne voit en lui l’héritier de Charles le Téméraire et l’acclame aux cris de « Vive Bourgogne ».
Mais le sort s’acharne sur les héritiers du grand-duc d’Occident. Philippe meurt trois ans plus tard. Son fils Charles Quint n’a que six ans. Le gouvernement de l’héritage bourguignon revient alors au dernier enfant de Marie de Bourgogne : Marguerite avec le titre de « lieutenante générale, gouverneresse et administraresse ». Cette femme issue du sang des comtes de Bourgogne sait rapidement se rendre populaire même si elle gouverne depuis Malines capitale des Pays-Bas jusqu'à la mort de Marguerite d'Autriche. Avec Mercurino Gattinara qu’elle nomme à la tête du Parlement de Dole, elle pacifie la région encore agitée par les guerres privées de la noblesse. Pour cela, elle demande aux belligérants de régler en justice leurs différends. Elle a aussi l’habileté de confier des responsabilités au maréchal de Vergy représentant de l’ancienne noblesse d’épée. Elle utilise des Comtois pour ambassade, le chevalier  Jean Bonnot, qui fut envoyé en mission auprès du Pape de 1522-1523, vers l'archevêque de Trèves et la marquis de Bade, mais aussi le 17 Aout 1524 vers le Duc, les documents d'archives indique « Secret touchant les affaires de l'Empereur ».

### L'apogée duXVIesiècle

#### Une large autonomie et des conditions favorables

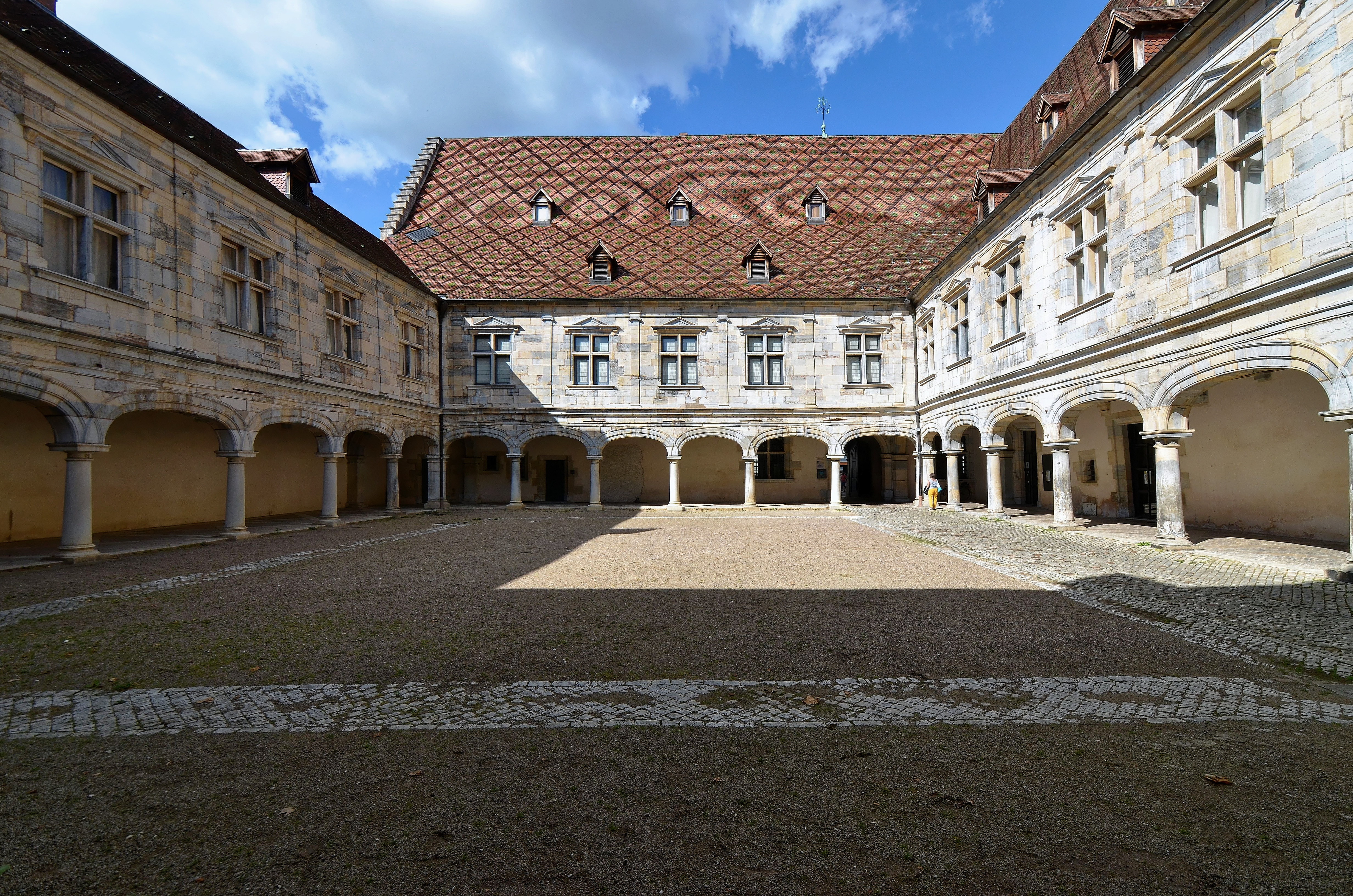
Palais Granvelle (XVIe siècle)

Marguerite de Bourgogne intervient aussi auprès de son père pour limiter la pression fiscale sur la Franche-Comté. Également, la neutralité de la Comté est assurée en signant d'une part, une Ligue Héréditaire (en 1511) avec les Suisses promettant une aide réciproque en cas de conflit, d'autre part un traité de neutralité renouvelable avec le royaume de France (en 1522).
Les institutions comtoises jouent un rôle déterminant dans cette autonomie et prospérité du XVIe siècle. Tandis que comtesses et comtes de Bourgogne résident aux Pays-Bas, le pouvoir est délégué à un gouverneur comtois qui réside à Gray, ce dernier est responsable de l'armée et du maintien de l'ordre. Le parlement de Dole lui est le pouvoir judiciaire de la province, mais pas seulement. Il s’occupe des sujets religieux et des grands domaines comtois comme les forêts ou les salines de Salins. Le parlement a le pouvoir de statuer sur toutes les questions, qu'elles soient politiques, économiques ou militaires. Ce dernier point sera source de confrontation avec le gouverneur qui partage cette prérogative.Philippe II rétabli la Chambre des comptes de Dole par l'édit de constitution du 22 août 1562. Celle-ci existait déjà depuis 1332 mais avait été supprimé le 17 août 1500 par Philippe le Beau. La Chambre des comptes a pour compétence la vérification et la mise en exécution des ordonnances dans le domaine des finances, l'enregistrement des lettres patentes d'anoblissement, les nominations aux offices dépendant de la Couronne, la prestation de serment des officiers de finances et la surveillance des travaux dans les châteaux du domaine. Viennent enfin les États de Franche-Comté qui régissent la vie économique, en fixant le prix de certaines denrées comme le sel et décident de l’impôt à payer à l'empereur, appelé don gratuit. Ils font aussi remonter les problèmes de la province au gouvernement des Pays-bas et à l'empereur via des recès.
À travers ses institutions, la Franche-Comté recouvre son autonomie. La province est aussi diplomatiquement à l'abri, des démêlés entre la France et l'Espagne ainsi que l'Autriche, grâce à son statut particulier garanti dans divers traités de neutralité avec les cantons suisses voisins. Cet apogée s'explique aussi par la réelle bienveillance dont Charles Quint, fera preuve tout au long de son règne  envers la province mais aussi envers ses élites.

#### Les grands hommes d'État comtois

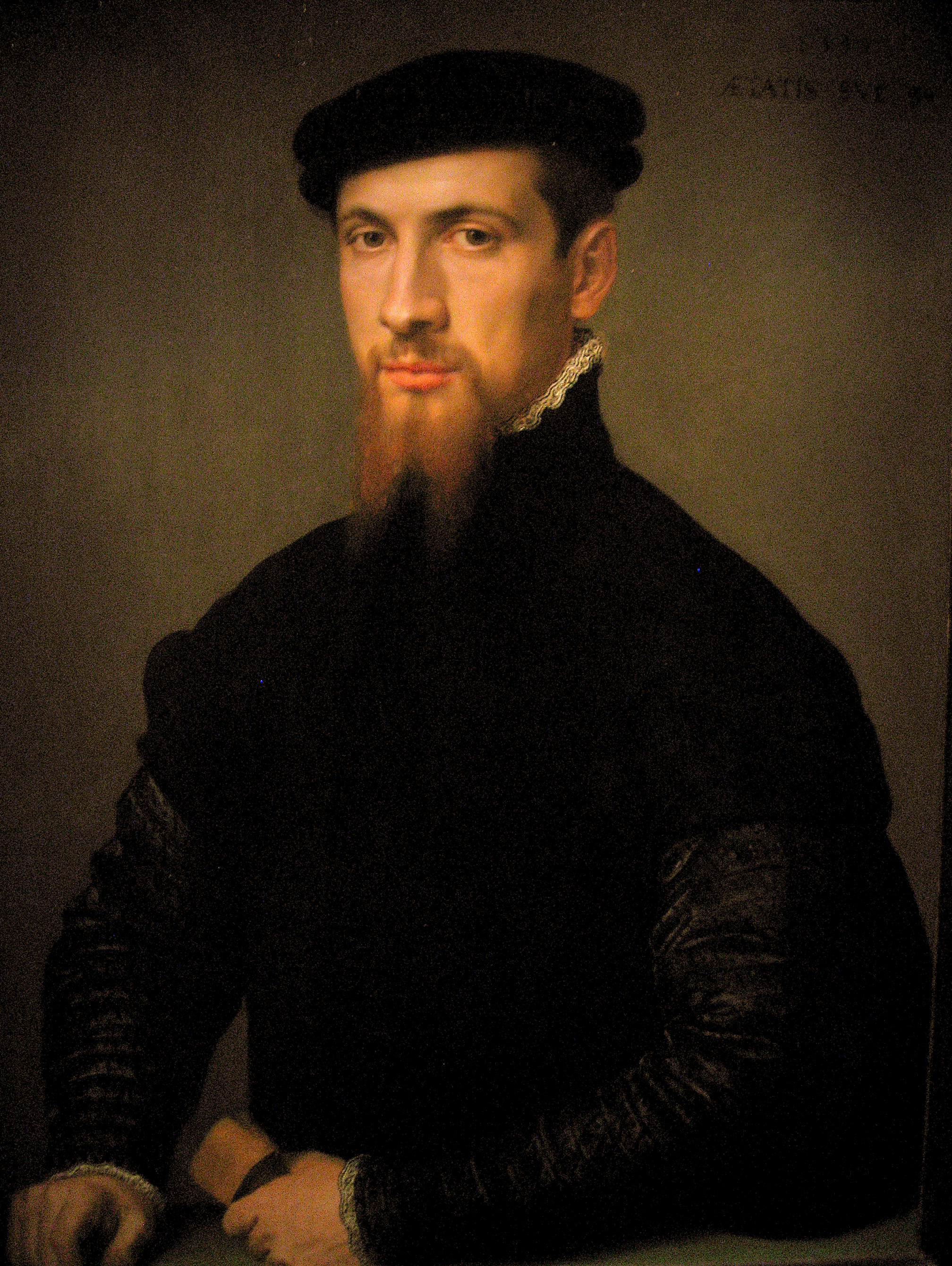
Simon Renard de Bermont.

Avec l'avènement de Charles Quint, la province vit ce qu'elle considère comme son Âge d'or. Déjà sous « l'État bourguignon », des Comtois s'étaient illustrés aux plus hautes fonctions. L'Empereur, continue dans cette voie et s'entoure aussi de nombreux Comtois, dans l'art des armes et du verbe. On les retrouve donc aux postes les plus prestigieux de sa maison ou de son gouvernement comme Jean Carondelet chancelier de Flandres et de Bourgogne et proche conseiller. L'un de ces talentueux hommes d’État, Nicolas Perrenot de Granvelle puis son fils Antoine Perrenot de Granvelle accèdent à la fonction suprême de premier conseiller et chancelier garde des sceaux du Saint-Empire. Jean Richardot et Hugues Marmier font partie des plus proches conseillers des souverains. Jean Lallemand fut secrétaire d'état aux finances puis devient le premier secrétaire de l’Empereur. Simon Renard est ambassadeur d'Espagne en Angleterre, François Bonvalot en France, Ferry Carondelet auprès du pape, et Nicolas de Gilley en Suisse. Laurent de Correvod, seigneur de Marnay est fait grand maître de la maison de l'empereur .
La noblesse comtoise est honorée et appelée à guerroyer à l'étranger, sur des champs de bataille parfois aussi éloignés que la Hongrie, la Tunisie ou les Balkans. On peut citer: Jean d'Andelot, Philibert de Rye, Claude de Vergy Jean de Poupet, Hugues Cousin; Étienne de Grospain mais aussi les Bouhelier de Cernay qui se couvrent même de gloire en capturant le roi de France François Ier à Pavie, ce qui leur valut d'être anoblis par Charles Quint,. Les chevaliers bourguignons font partie intégrante de l'élite de l'armée impériale et sont appelés à préserver les intérêts de l'Espagne aux quatre coins de l'Europe. À la fin de son règne en 1556, Charles Quint salue l'attachement et la fidélité des Comtois envers l'Espagne, notamment via le nombre important d’anoblissements accordés à ceux ci.
L’intérêt pour les gentilshommes comtois décroit fortement avec l’avènement de Philippe II, par la suite ces derniers n'occuperont plus que des rôles anecdotiques auprès des souverains suivants.

#### Prospérité économique

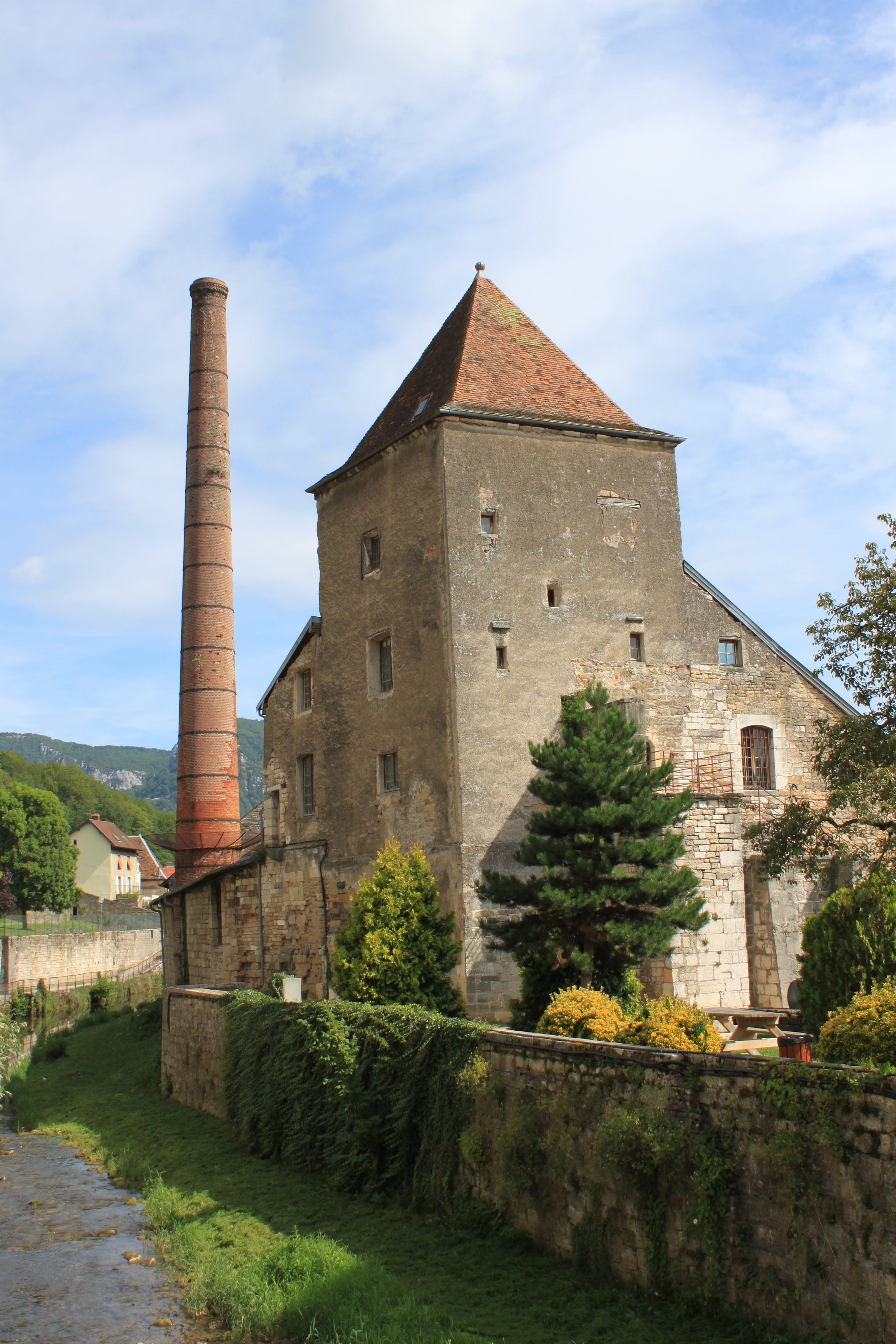
Salines de Salins

Durant ces années relativement calmes, la Franche-Comté se conforte et prospère, et ne doit à l'Empire qu'un don gratuit (un impôt consenti librement). Cette liberté devant l’impôt sera un vecteur important de la prospérité comtoise. L’empereur lui octroie également nombre de privilèges commerciaux et monétaires, donnant par exemple à la ville de Besançon le droit de battre monnaie. La province faiblement imposée peut avoir une activité économique dynamique. La viticulture et l'artisanat ont le vent en poupe et le commerce est florissant avec la France et le Saint-Empire. À Champlitte, Poligny, Arbois et Château-Chalon la vigne est réputée et prospère, mais c'est à Gy dont les vins sont auréolés de prestige, que celle ci connait son plus grand succès. Ses vins s'exportent largement hors des frontières et sont servis à la table des souverains germaniques.
Des villes comme Gray, Orgelet, Saint-Amour, Fétigny ou Arinthod rayonnent par leur industrie (souvent textile)  et leur commerce florissant et s'imposent comme des villes de premier ordre. À Lons-le-Saunier, Luxeuil, Besançon, Fresne-Saint-Mamès ou Nozeroy se tiennent des foires renommées qui attirent des marchands de toute la province et des pays frontaliers. Pontarlier est la plaque tournante de ce commerce comtois florissant, car situé sur un point stratégique. La cité capte le commerce (notamment de bétail) venant de la Savoie, la Suisse et du Saint-Empire, et le redistribue dans la province.
La cité de Faucogney rayonne par ses exploitations minières et Fraisans par ses célèbres forges. Froideconches possède deux prospères papeteries gérées par les abbés de Luxeuil. Salins avec ses grandes sauneries est l'un des plus grands centres industriels d’Europe et représente à lui seul, 60% des recettes fiscales domaniales. C'est également l'époque des grands travaux de fortifications des grandes cités comtoises par l'ingénieur Précipiano. Fortifications. Garantes de l'indépendance régionale vis a vis des autres puissances, leur rôle sera déterminant lors des guerres du siècle suivant.

#### Rayonnement artistique et intellectuel

Cousin et Érasme, gravure de Claude Luc

Le comté rayonne aussi culturellement avec son université de Dole qui forme les élites comtoises et même celles d'autres régions d'Europe comme l’Allemagne ou des Pays-bas. Les étrangers y viennent surtout pour y suivre les études de droit qui y sont réputées. Sous l'impulsion de l’humaniste Gilbert Cousin, un renouveau dans les lettres et la littérature voit le jour en Franche-Comté. Avec sa Description de la Franche-Comté, l'humaniste comtois nous laisse un rare témoignage des cités, villages et monuments de l'époque. Ce dernier est entouré d'amis philosophes et écrivains comtois comme Hugues Babet, Philibert Poissenot ou Claude Frontin qui permettent à la littérature comtoise de renaître et de s'exporter hors du comté. Mais par leurs traductions, ces derniers contribuent aussi à la redécouverte d'auteurs antiques qu'ils rééditent et diffusent.
Mais les autres disciplines comme l'art, la musique ou l'architecture, ne sont pas en reste avec des compositeurs comme Claude Goudimel et Philibert Jambe de fer, l'architecte Hugues Sambin, des artistes comme Claude Lullier, Pierre Matthieu, Gérard de Vercel ou Jean-Édouard Du Monin. La plupart seront même reconnu en France ou ils feront une brillante carrière. On trouve également de brillants cartographes comme Jean Matal ou le frère de Gilbert Cousin, Hugues le jeune.
Claude Luc, graveur à Poligny, réalise des vues des principales villes comtoises de son époque, dont certaines parmi les plus anciennes connues à ce jour. Louis Gollut est quant à lui le premier historien comtois qui laisse de précieux ouvrages sur l'histoire de la région, de ses institutions et des guerres précédentes. On peut nommer encore Claude Chifflet, homme de loi célèbre ou Louis Guyon médecin qui s'illustra essentiellement en France.
Plusieurs personnages comtois religieux se sont aussi illustrés comme Antoine Perrenot de Granvelle, Philibert de Rye, Guillaume de Poupet ou François Richardot.

### Un siècle de conquêtes françaises

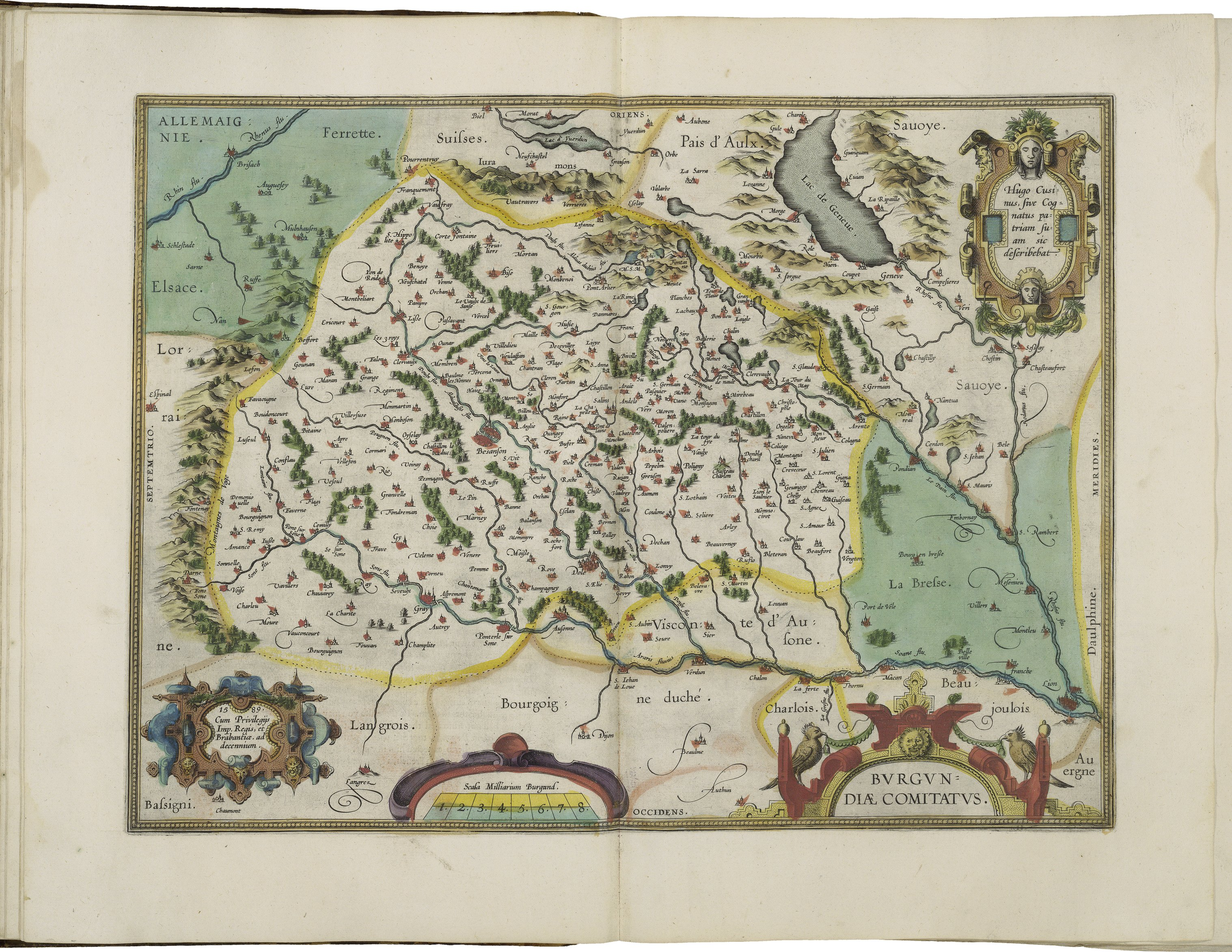
Le Comté de Bourgogne en 1589 par Hugues Cousin le jeune

#### La guerre franco-espagnole
En 1595, Henri IV déclare la guerre à l'Espagne et envahit la Franche-Comté. Les campagnes sont ravagées mais la plupart des villes résistent : Dole, Gray, Salins, Poligny, Arbois, Besançon tiennent bon. Les cantons suisses, malgré les termes définis par la Ligue Héréditaire, n'interviennent pas, du moins militairement. L'Espagne décide finalement de secourir la province, avec succès. Henri IV contre-attaque. Les cités comtoises les plus faibles tombent, les unes après les autres. Malgré une forte résistance, Arbois est pillée et son capitaine Morel pendu. Finalement, l'arrivée des renforts espagnols force les troupes royales à repasser la Saône. Le traité de Vervins signé en 1598, met fin au conflit entre la France et l'Espagne, renouvelant le traité de neutralité. Le traité d'Auxonne signé le 15 février 1612 fixe les limites entre le Royaume de France et le Comté de Bourgogne.

#### La guerre de Dix Ans

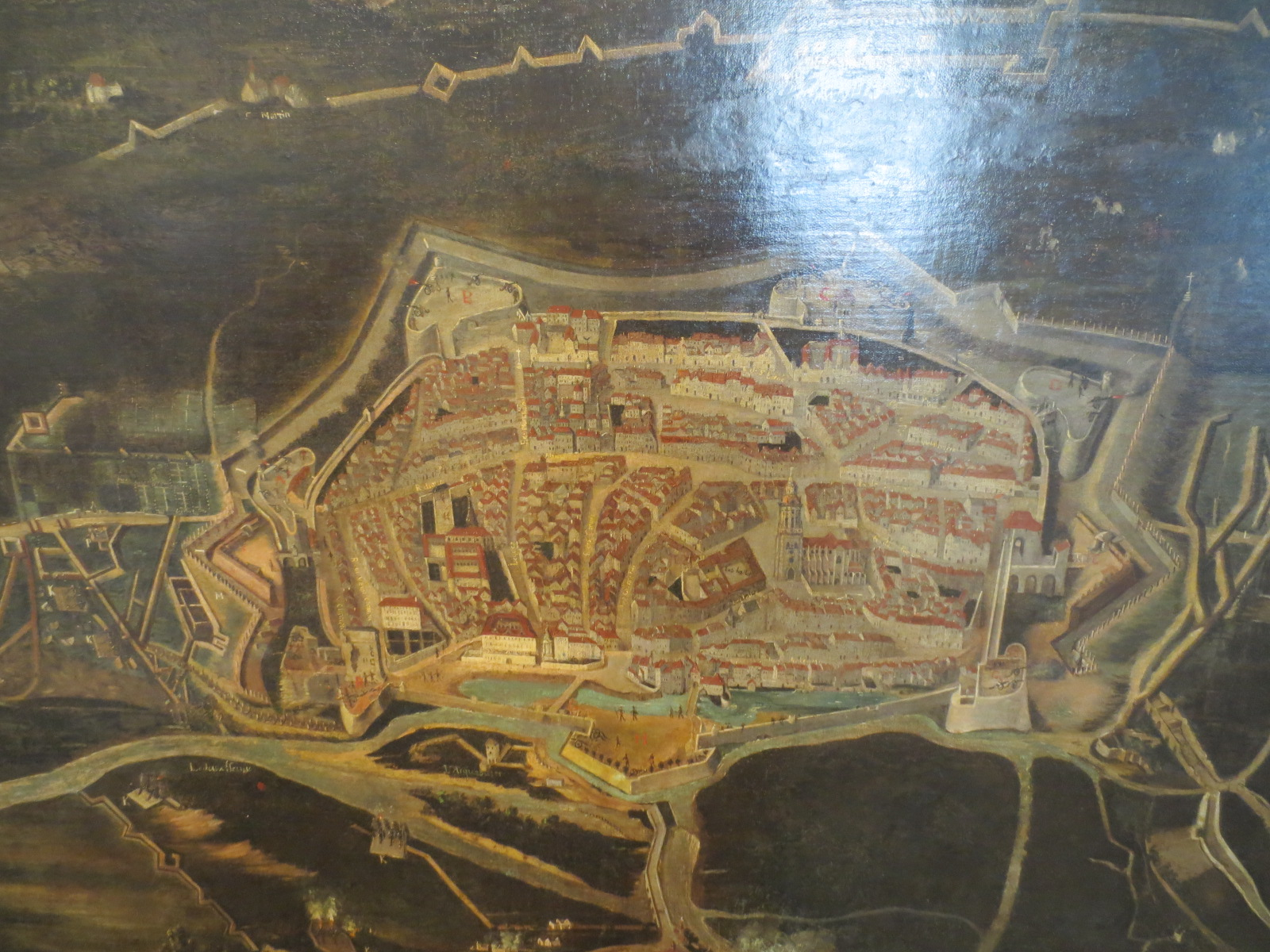
Siège de Dole en 1636

La guerre de Dix Ans est l'épisode comtois de la guerre de Trente Ans. C'est un événement majeur et dramatique dans l'histoire de la région. En 1634, la Franche-Comté est prise dans cette guerre européenne qui ravage déjà l'Allemagne depuis 1618. En 1636, Richelieu décide d'attaquer Dole, capitale de la Franche-Comté, et le siège du parlement.
« Il faut prendre cette place, de là dépendent la loi et les prophètes. (…) Les ennemis même ne font pas difficulté de dire que la prise de Dole est la prise de tout le pays. »
Les serviteurs de l'Espagne organisent la levée des troupes comtoises (entre 10 et 12 000 hommes) commandé par le maréchal de Watteville, adjoint d'Henry de Champagne et de Girardot de Nozeroy. Ensemble, ils vont parvenir à repousser les attaques jusqu'au début de l'année 1637.
Le prince Henri II de Bourbon-Condé en personne mène les troupes françaises. Appuyés par de la population doloise, le courage et la ténacité des 4 000 défenseurs de la place commandés par Louis de la Verne répondent aux 15 000 soldats de l'armée du roi de France. Tous les assauts sont repoussés, semaine après semaine. Des ingénieurs sont appelés pour faire tomber la cité frappée par la peste : ceux-ci creusent des mines sous les fondations des murailles pour les faire s'effondrer. Le 13 août, c'est la dernière chance française : les armées impériales se sont regroupées dans le duché et menacent toute retraite. Comme ses devancières, la mine est inefficace et les Français doivent se replier sous l'avancée de l'armée de secours. Le 15 août 1636, la Franche-Comté remporte la victoire : Dole est libérée après un siège de trois mois.

Jusqu'en mars 1637, la guerre est favorable aux Comtois qui obtiennent même quelques beaux succès en Bresse et dans le Bugey. Mais lors de la bataille de Cornod, l'armée comtoise est surprise par les français et battue: celle ci ne s'en relèvera pas et le comté se retrouve quasiment sans défenses. Il y a bien une armée alliée composée de lorrains et d’impériaux qui doit défendre la comté, mais les dissensions et les choix obscures de son commandant Charles IV de Lorraine, feront que son action soit très limitée; malgré une grande victoire obtenue à Poligny en 1638 sur les Français. 

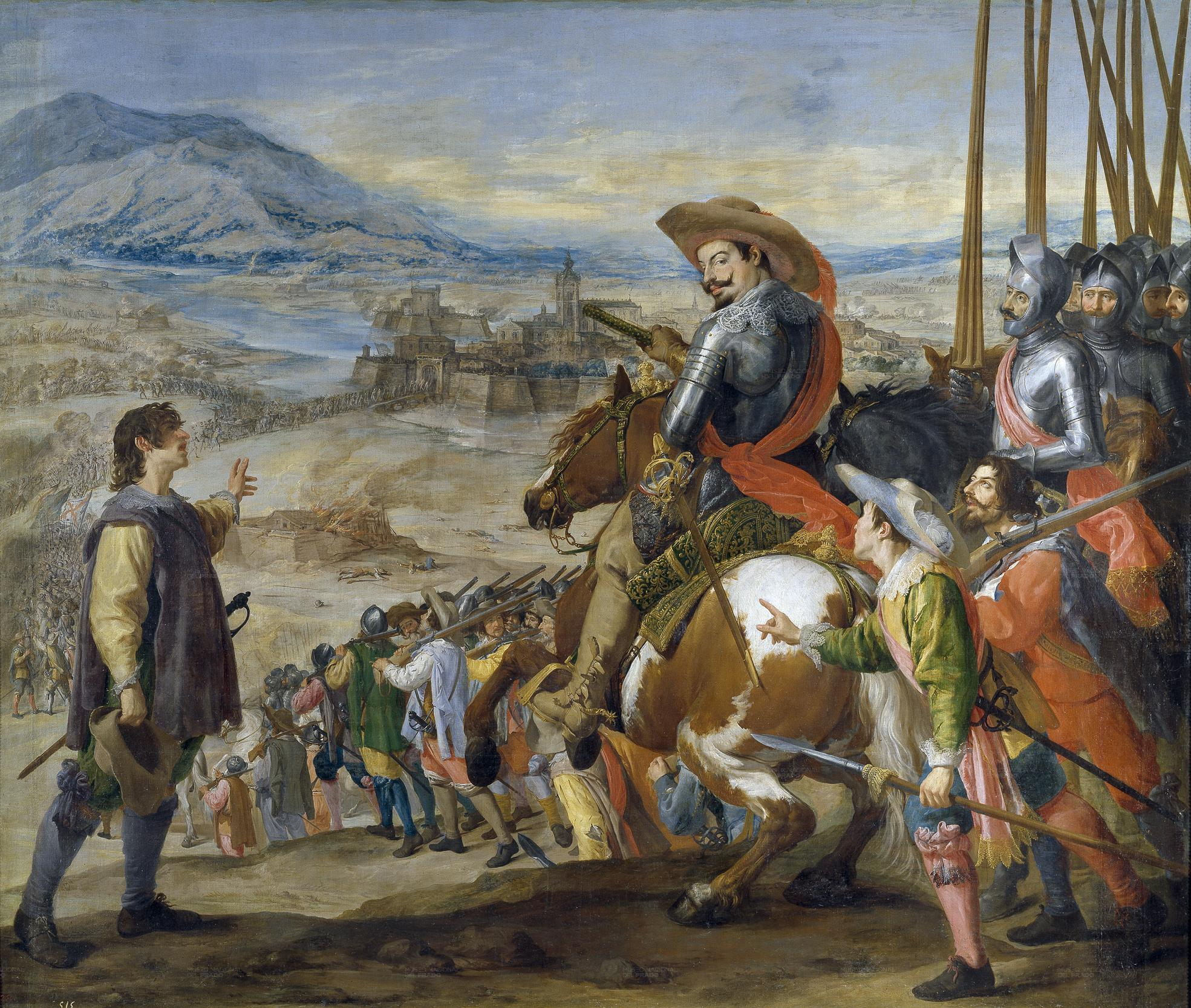
Saxe-Weimar et ses suédois

Sur ordre de Richelieu, le duc Bernard de Saxe Weimar et ses mercenaires allemands qu'on appelait « les suédois », descendent d'Alsace et massacrent, pillent, brûlent et commettent des horreurs depuis Saint-Hippolyte jusqu'à Saint-Claude, des villages entiers sont décimés. Les troupes de Condé s'occupent du reste de la Franche-Comté. Seules Dole, Gray, Salins et Besançon peuvent résister. Mais ces dernières sont touchées par la famine et la peste. Enfin, les partisans dirigés par le baron d'Arnans accompagné du célèbre Lacuzon, le symbole de la résistance — s'organisent et sillonnent la Comté pour chasser les Français. Les Bressans s'en remettent à Dieu : « De la fièvre et de Lacuzon, délivrez-nous, Seigneur ! » Les populations comtoises n'ont d'autre choix que de fuir en Suisse et en Italie ou se réfugier dans les nombreuses grottes du massif jurassien et d'abandonner les cultures, entraînant la famine bientôt secondée par la peste. C'est alors que le cannibalisme, ultime horreur, entre dans une Franche-Comté repoussée dans ses derniers retranchements.

« Enfin on en vint à la chair humaine, premièrement dans l'armée où les soldats étant occis servaient de pâture aux autres qui coupaient les parties les plus charnues des corps morts pour bouillir ou rôtir et hors du camp faisaient picorée de chair humaine pour manger. On découvrit dans les villages des meurtres d'enfants faits par leurs mères pour se garder de mourir et des frères par leurs frères et la face des villes était partout la face de la mort.. »

— Jean Girardot de Nozeroy, Histoire de Dix ans de la Franche Comté de Bourgogne (1651)
.
Après une invasion française en 1644, le traité de neutralité est violé par Mazarin. Les traités de Westphalie mettent fin à la guerre de Trente Ans en 1648 puis la paix des Pyrénées en 1659, confirme la suzeraineté de l'Espagne sur la province. C'est une Franche-Comté exsangue qui ressort du conflit : le recensement de 1614 dénombre 405 000 à 410 000 Francs-Comtois. En 1657 (soit 13 ans après la fin des combats), on ne compte plus que 160 000 habitants dans la région, ce qui marque une différence démographique de près de 60 %. On estime que les deux tiers des Francs-Comtois sont morts pendant la guerre de Dix Ans.

#### La première conquête

La Franche-Comté au sein du Saint-Empire (1648)

En juin 1666, les états de Franche-Comté se réunissent dans un climat d’inquiétude et de fébrilité pour organiser la protection de la région contre la menace française. Ça sera sa toute dernière convocation avant l'annexion. À la suite des délibérations de cette assemblée, le gouverneur, ordonne entre autres, l'envoi de nouvelles troupes pour renforcer les principales villes. La stratégie comtoise face à la menace française, est le morcellement des troupes comtoises retranchées dans les principales villes comme Gray, Salins ou Besançon et places fortes comme Sainte-Anne ou le fort de Joux.
Mais la province est à ce moment-là, exsangue et traumatisée par la guerre de dix ans qui vient de s'achever et le parlement n'est pas prêt à coopérer et à se soumettre à son dernier gouverneur comtois: le marquis de Yennes. Les parlementaires ne cesseront d'ailleurs de s'opposer à ses plans tout au long de son mandat,. De plus, d'un point de vue diplomatique et militaire, le comté de Bourgogne est isolé, loin de l’Espagne (le roi d'Espagne est alors comte de Bourgogne), et sans soutien direct : le nouveau gouverneur ne peut compter que sur ses propres forces, composées essentiellement de miliciens répartis dans les différentes places fortes.

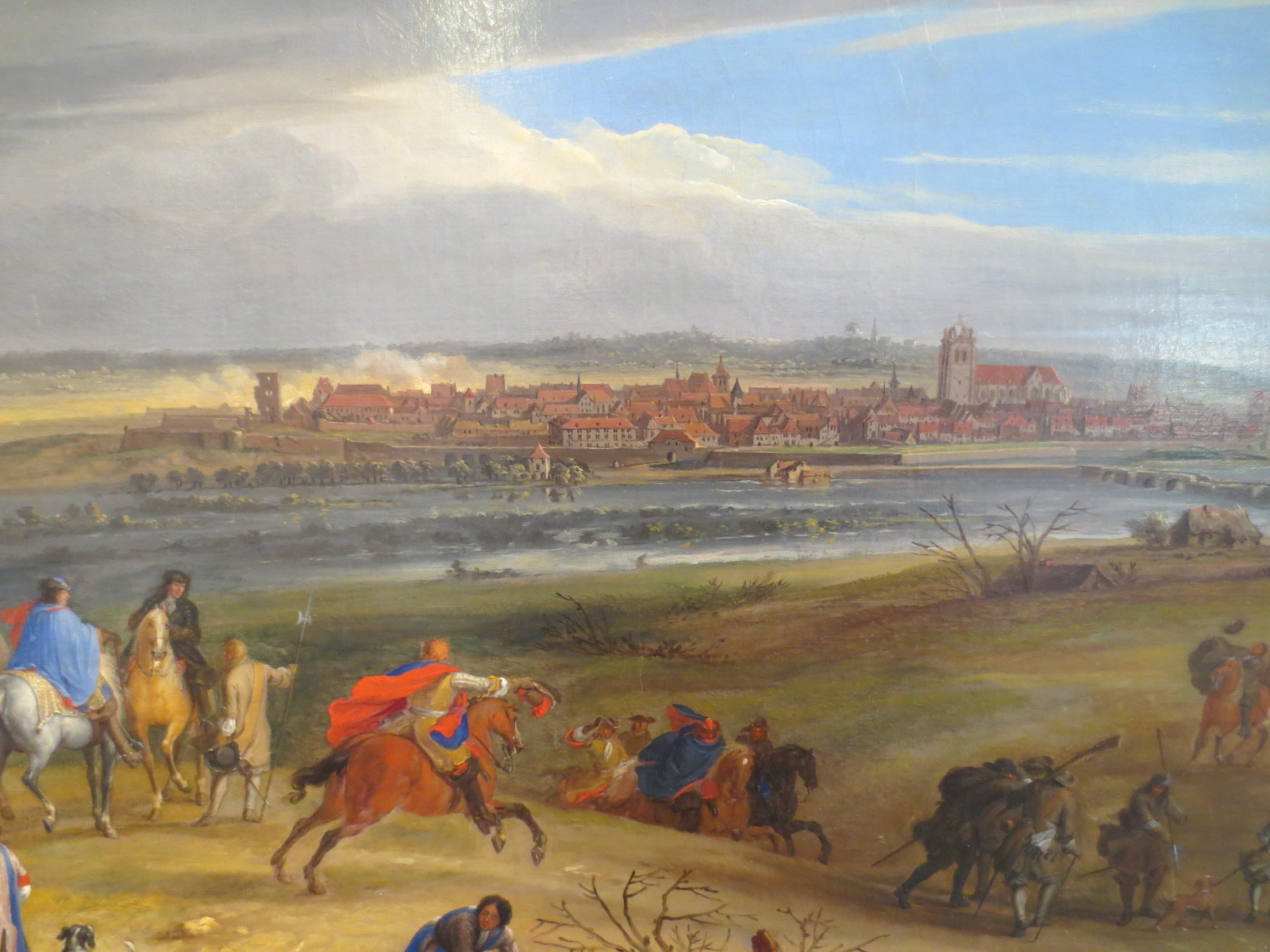
Louis XIV au siège de Dole le 14 février 1668.

En 1668, Condé conquiert le pays en 15 jours. Le 2 février Le Grand Condé passe la frontière avec 19 000 hommes : la surprise côté comtois est totale. Entre le 2 et le 4, les Français prennent Pesmes, Marnay, Arbois, Poligny et Bletterans. Besançon se rend le 7 février sans combattre. Le même jour Salins connaît le même sort au terme d'une résistance symbolique. Louis XIV craint d'attaquer en plein hiver les villes de Gray et de Dole, qui sont alors les plus puissantes. Mais il apprend, dans le même temps, que ces dernières villes manquent d'hommes et de munitions, alors devant la succession de victoires, le roi de France accepte de se lancer à l'attaque de Dole le 9 février,. Le 10, la ville est investie et se rend le 14 février. Les Français peuvent enfin prendre Gray qui capitule sur ordre du gouverneur comtois résigné.
Le contraste avec la résistance acharnée de la guerre de Dix Ans est immense. Seuls Gray et Dole vont résister mais leurs redditions sont dues en grandes parties aux intrigues politiques des parlementaires, notables et notamment de l'ambassadeur comtois Jean de Watteville.
Quelques mois plus tard, la situation bascule avec le traité d'Aix-la-Chapelle : la France doit abandonner la Franche-Comté, qui retourne à l'Espagne.

#### Tensions entre Madrid et la province

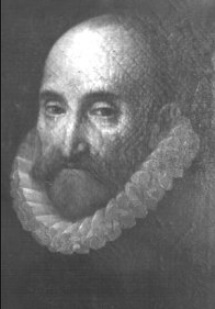
Claude Prost de Lacuzon.

Le pays est alors totalement désorganisé. Des émeutes, parfois meurtrières, éclatent dans les plus grandes villes : le peuple accuse ses parlementaires d'avoir livré la province aux Français. L'Espagne, furieuse que la Franche-Comté ne se soit pas défendue, ne nomme dès lors plus que des non-Comtois au poste de gouverneur. Les élites comtoises sont progressivement évincées des postes à responsabilité et remplacées par des Espagnols. Le gouverneur du comté, Philippe de la Baume-Saint-Amour, soupçonné de trahison, est limogé. Les suivants seront flamands ou espagnols. Ces décisions donnent naissance à une mouvance dissidente pro-française, menée par le marquis de Listenois. Il parvient à rallier une partie de la population et à se constituer un groupe de combattants d'environ 400 hommes, bien souvent constitué de paysans en armes. Il organise un complot pour prendre le pouvoir à Besançon mais le projet est éventé et les conjurés doivent fuir. La Comté s'ébranle à la nouvelle du coup d'état manqué ; certains secteurs comme Dole, Conliège ou Courlaoux s'insurgent contre leur garnison espagnole, d'autres au contraire, comme Besançon, s'indignent de la tentative de complot. La rébellion est finalement écrasée par Lacuzon lors de la bataille de Saint-Lothain, le 25 février 1673. Néanmoins, quand la guerre de Hollande arrive sur le territoire, l'opinion publique est fortement divisée, même si une majorité semble encore soutenir la domination espagnole. Mais les gouverneurs espagnols se montrent autoritaires et exigeants : ils pressentent le retour imminent des Français et s'évertuent à force d'impôts de relever les fortifications.
Dès les premiers jours de février 1672, des rumeurs de guerre se répandaient avec pour effet de donner une impulsion plus vive aux travaux de rétablissement des fortifications. Le nouveau mayeur de Dole ordonne que tous les habitants, même les ecclésiastiques, soient astreints à participer aux travaux. Ce zèle était inutile, car en ce moment-là, il n'entrait pas dans les projets du gouverneur espagnol  en cas de guerre, de défendre Dole, sérieusement. L'ennemi qui s'était montré du côté de Jonvelle s'arrêta sur la frontière, et la province en fut pour ses frais d'avoir lever en vain des milices, qui avaient été rassemblées à Besançon.
Le 22 septembre de la même année, dans une réunion des échevins de la ville de Dole, il est question de l'ordre du gouverneur de lever la milice pour le 26 septembre. Le vicomte-maïeur Bonnot propose d'envoyer "des commis auprès du seigneur marquis de Saint-Martin, gouverneur de la ville, pour lui faire serment et reconnaître la juste et légitime domination de S.M. et lui garantir qu'ils sont résolus d'employer leurs vies et leurs biens à lutter contre les Français
Le 12 octobre 1673, le gouverneur des Pays-Bas espagnols, le comte de Monterrey, déclare la guerre à la France, et entraîne sa province et la Franche-Comté (neutre jusqu’à présent), dans la guerre.

#### La conquête définitive

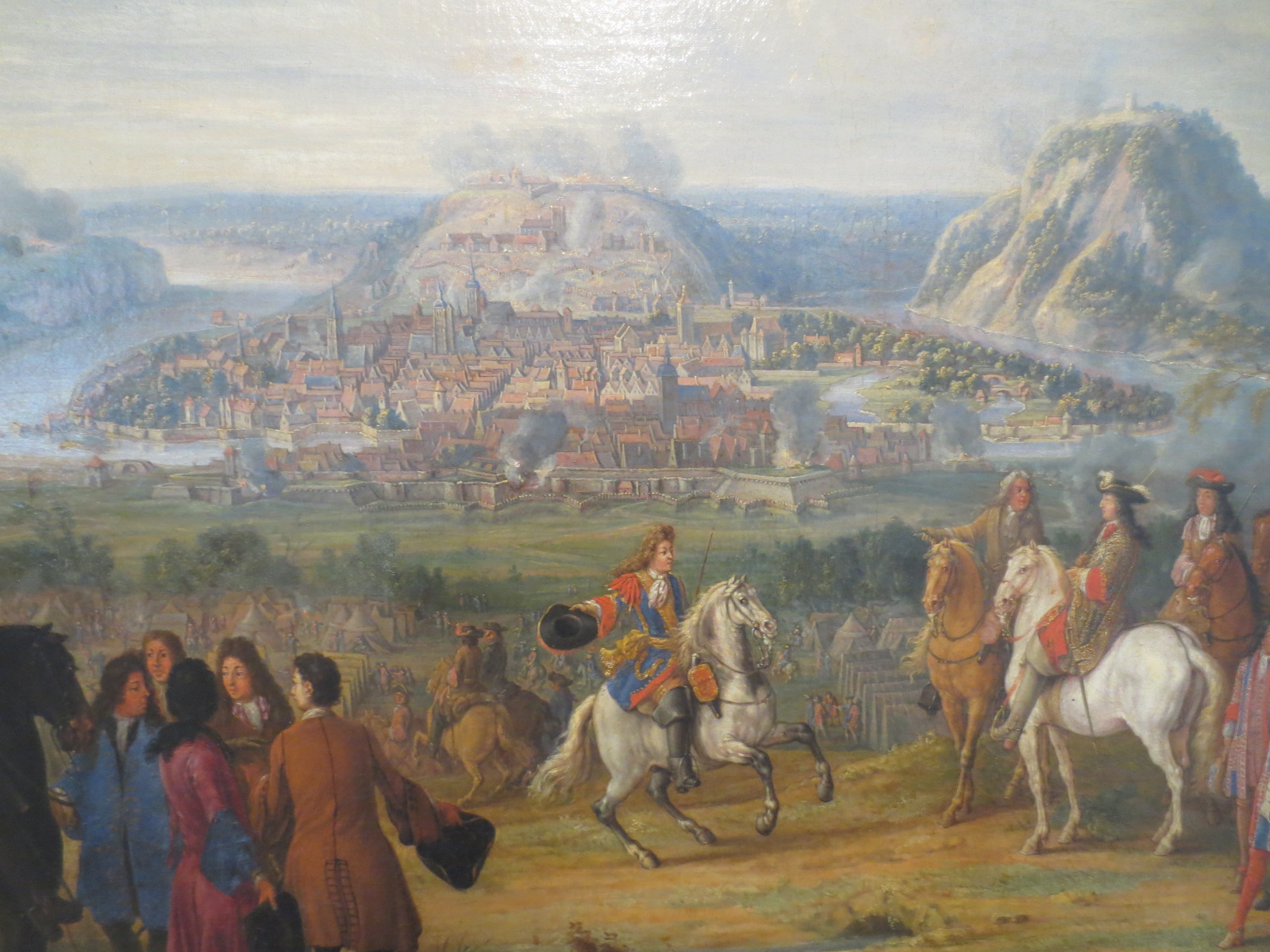
Siège de Besançon en mai 1674, par Pierre Denis Martin

Dès novembre 1673, l'Espagne lance préventivement des raids en Bourgogne et en Champagne dirigés par le colonel de Massiette. Ces offensives sont des succès : les secteurs de Dijon, Fayl-Billot et Langres sont pris puis sont pillés. Les Français contre-attaquent alors sur les villes de Saint-Amour et Lons-le-Saunier mais leur offensive est repoussée par le peuple comtois et les Français battent en retraite. Lacuzon souhaite saisir l'occasion pour poursuivre l'armée française en retraite et la détruire, mais le marquis de Lullin, officier comtois pro-français, refuse sèchement et lui donne l'ordre de tenir sa position. Les deux hommes manquent de se battre. La guerre perdure : fin décembre, les Comtois attaquent à nouveau avec succès, cette fois-ci c'est le secteur de Belfort. Les Français organisent une nouvelle contre-attaque dans le secteur de Villersexel. Des paysans refusant de se rendre à Arcey sont brûlés vifs dans le clocher où ils s'étaient réfugiés. L’événement ravive le sentiment anti-français : une garnison est massacrée en représailles tandis que les embuscades s'intensifient.
Le 12 février 1674, l'armée française passe la frontière à Broye les Pesmes et attaque le comté de Bourgogne en direction de Pesmes. Coté comtois, c'est la surprise: les élites n'avaient pas envisagé une attaque en plein hiver. Pesmes était une place frontalière importante et détenait un important dépôt de vivres et de munitions. Le gouverneur espagnol de la ville panique et cède la ville aux français quasiment sans combattre.

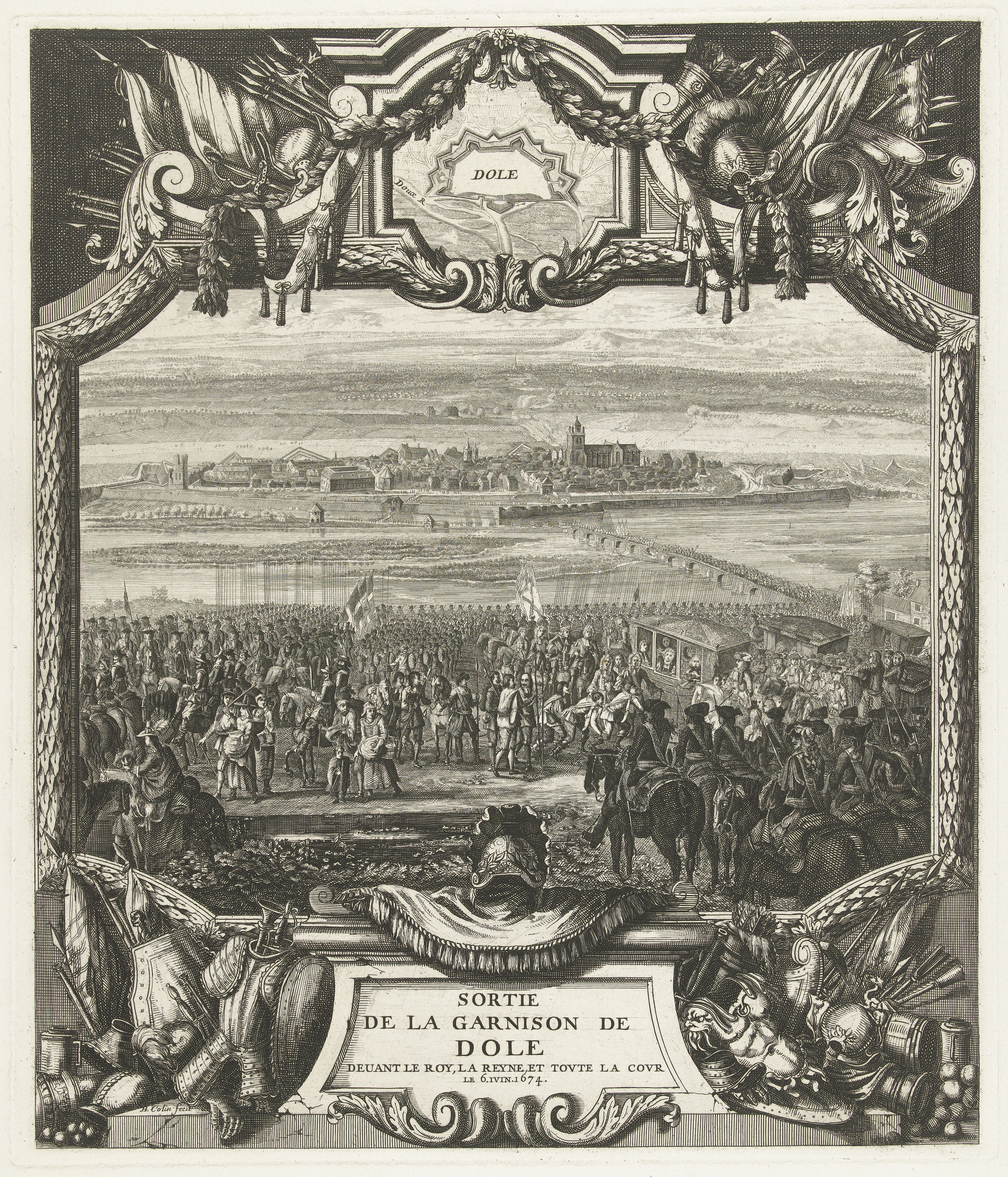
Sortie de la garnison espagnole de Dole, le 7 juin 1674

Les autres cités comtoises — la plupart du temps mal fortifiées — tombent les unes après les autres: Gray, Vesoul, Besançon, Dole, Lons et Salins. À Gray la ville tombe malgré une défense énergique qui impressionna grandement les Français. Dans le secteur de Vesoul, Macon d'Esboz tente le plus possible de ralentir l'avance française et de sauver les villes de Vesoul et de Scey sur Saône. Mais les Français remportent grâce à la pression des bourgeois et des populations locales qui n'osent résister par peur des représailles. À Besançon, des potences sont dressées, destinées aux traîtres. Lors du siège, les Bisontins manquent de peu de tuer Louis XIV, venu en personne assister au siège[réf. nécessaire].

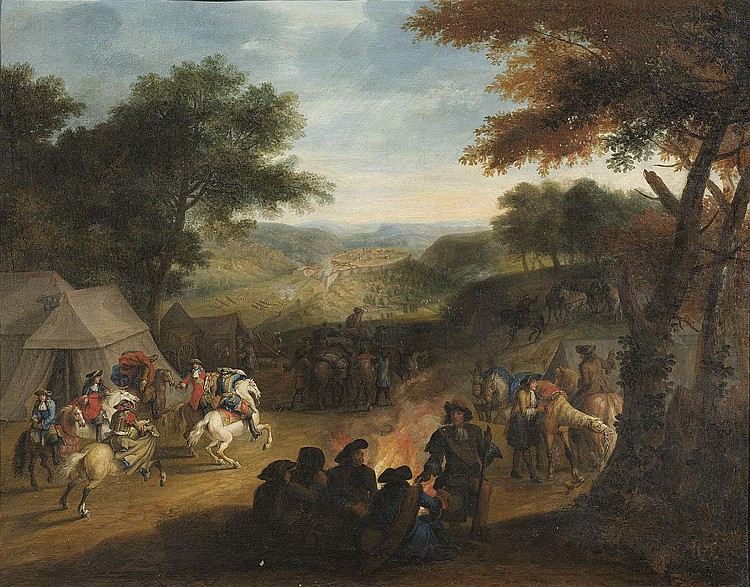
Siège du château de Sainte-Anne: la dernière défense comtoise. Peinture de Van Der Meulen

Les quelques victoires obtenues par les Comtois à Arbois, Poligny, Orgelet Luxeuil et Charriez ne suffisent pas à inverser la tendance. Malgré également la ténacité de brillants commandants comme Lacuzon, Merceret de Mérona ou Pontamougeard ainsi que des partisans — les loups des bois — cela ne suffit pas à repousser les troupes du roi de France supérieures en nombres et en matériels. Quand la ville de Salins, dernière réserve militaire du comté, tombe à son tour en juin, après  une défense pourtant vigoureuse, les jeux sont fait pour les comtois. Les habitants de Faucogney, la dernière cité comtoise à résister, sont passés par le fil de l'épée après plusieurs jours d'âpres combats. La toute dernière place comtoise à tomber est le château de Sainte-Anne défendu par Claude Balland, le gendre du célèbre Lacuzon. Avec des forces misérables, il va tenir jusqu'au 10 juillet où faute de ressources, il est évacué. Toutes les places et villes sont tombées, mais la résistance ne s'arrête pas là : après 10 mois de combats, les Comtois refusent toujours de se rallier à la France. À Arbois, Salins et Besançon, des manifestations pro-espagnoles se produisent plus ou moins pacifiquement. À Breuche la Grande, des dragons français sont massacrés par des Loups des bois.Les Espagnols, pendant leur bref retour en 1668, avaient remplacé le traditionnel « don gratuit » voté par les États provinciaux par une taxe unique de 3 000 francs comtois par an (l'équivalent de 2 000 livres tournois). Les Français, pour faire face aux dépenses de l'occupation militaire, alourdissent considérablement ce prélèvement et demandent aux échevins locaux d'assurer sa collecte. En août 1674, l'intendant français Germain-Michel Beaulieu de Camus se plaint de leur singulière mauvaise volonté : « Vous ne pourriez pas croire à quel point l'intérêt, la vengeance et vilénie règnent dans cette province. Je ne crois pas qu'il y ait dans le monde un peuple plus scélérat ».

### La Franche-Comté française

#### Une lente intégration

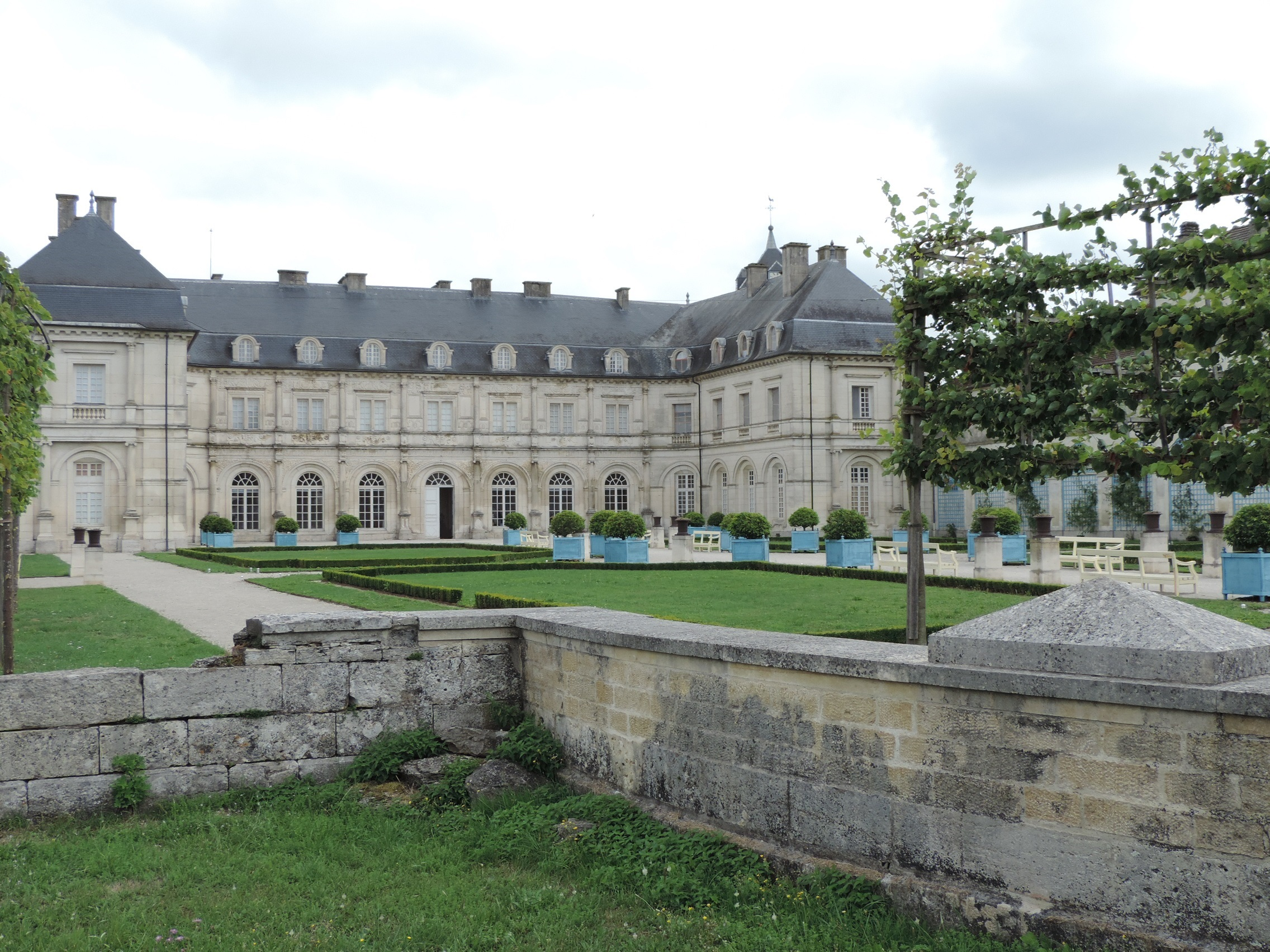
Château de Champlitte (XVIIIe siècle)

Entre 1678 et 1679, les traités de Nimègue permettent l'incorporation de la Franche-Comté et la ville libre de Besançon à la France. Les rebelles, comme Lacuzon et ses partisans, s'exilent dans un vain espoir d'un retour à l'Espagne qui ne vient pas malgré quelques espoirs. Les partisans comtois demandent aux leurs une dernière recommandation post mortem : celle d'être enterrés face contre terre par opposition au Soleil de Louis XIV et afin de ne pas voir ses troupes fouler leur terre.
Après 1678, il n'y a plus de révolte en Franche-Comté mais la domination française est toujours contestée par une partie de la population notamment paysanne. Pendant la guerre de Succession d'Espagne, un moine d'Ornans, Antoine Gonzel, forme une conspiration en faveur des Habsbourg ; il est interné comme fou en 1702 mais le complot continue après son arrestation. Entre 1702 et 1709, de nombreux complots sont déjoués et leurs meneurs exécutés. Les intendants nommés par le roi pour administrer la province sont détestés, parfois menacés physiquement. Il faudra attendre la seconde moitié du XVIIIe siècle pour que la population accepte complètement son annexion.
Dans Le Siècle de Louis XIV (1751), Voltaire explique cet attachement à l'Espagne par ces mots :

« Cette province, assez pauvre en argent mais très fertile, bien peuplée, étendue en long de quarante lieues et large de vingt, avait le nom de Franche et l'était en effet. Les rois d'Espagne en étaient plutôt les protecteurs que les maîtres. Quoique ce pays fût du gouvernement de la Flandre, il n’en dépendait que peu. Toute l’administration était partagée et disputée entre le parlement et le gouverneur de la Franche-Comté. Le peuple jouissait de grands privilèges, toujours respectés par la Cour de Madrid qui ménageait une province jalouse de ses droits, et voisine de la France. Besançon même se gouvernait comme une ville impériale.
Jamais peuple ne vécut sous une administration plus douce, et ne fut si attaché à ses souverains. Son amour pour la maison d'Autriche s'est conservé pendant deux générations ; mais cet amour était, au fond, celui de la liberté. »

#### Réforme des institutions comtoises

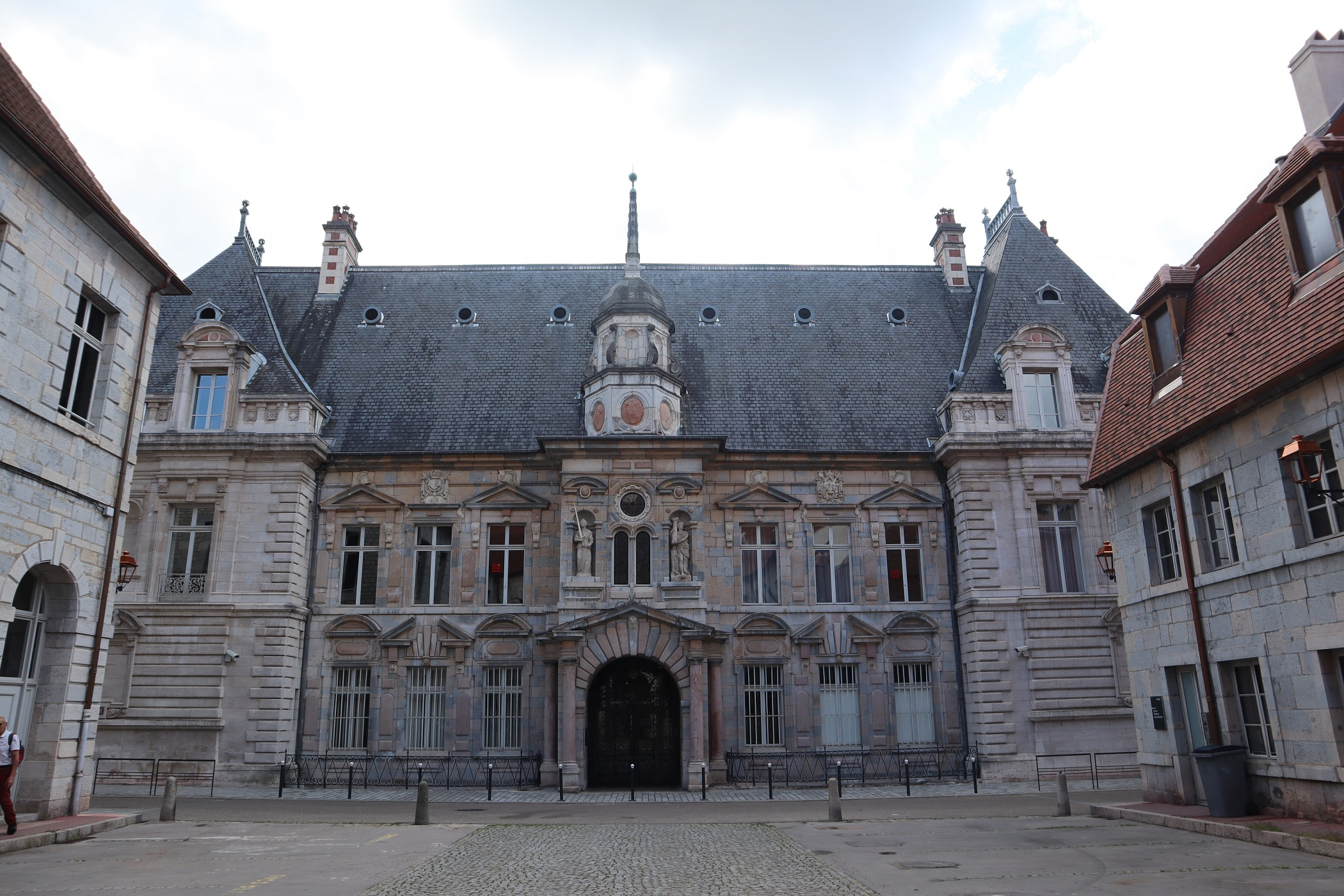
Le parlement de Besançon.

Entre 1676 et 1704, Louis XIV réforme en profondeur les institutions et les offices comtois dont la vénalité est introduite dans la vie de la province. Besançon, après plusieurs tentatives vaines, devient enfin la capitale de la Franche-Comté au détriment de Dole par lettres patentes du 1er octobre 1677 : un grand nombre d'administrations, parmi lesquelles le gouvernement militaire, l'intendance, le parlement ou encore l'université, sont progressivement déplacées dans la nouvelle capitale
La Chambre des comptes (seul organe resté elle à Dole), est devenue en 1692, Chambre des comptes, aides, domaines et finances. La compétence de la Chambre est augmentée. Entre 1692 et 1706, le nombre des magistrats est passé de dix à plus de soixante-dix-sept. La charge a alors le privilège de conférer la noblesse 
En 1704, la province n'a plus son mot à dire sur son imposition. Les états de Franche-Comté sont dépouillés de la plupart de leur prérogatives et ne seront presque plus convoqués. L'autonomie que la province avait acquise sous les Habsbourg est alors définitivement effacée.
La même année le Roi-soleil règle le problème des terres de surséance avec le duché de Lorraine, par le traité de Besançon. Ce conflit de limites territoriales, perdurait depuis le moyen-âge et était vecteur de nombreuses tensions et difficultés. Si le traité établit pour la première fois une frontière formelle, il ne réglera pas entièrement la question. Il faut encore attendre la Révolution avec la création des départements pour que le problème de surséance soit définitivement réglé.

## Époque contemporaine

### Révolution française

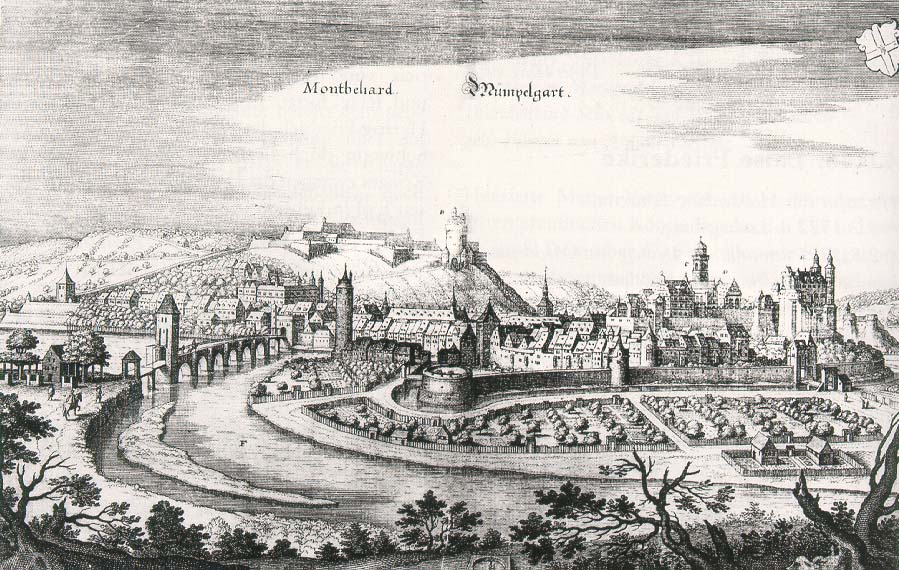
Montbéliard au XVIIe siècle.

À la Révolution, la province de Franche-Comté est partagée en trois départements : Doubs (chef-lieu : Besançon), le Jura (Lons-le-Saulnier) et la Haute-Saône (Vesoul). Belfort fait alors partie du Haut-Rhin et la principauté de Montbéliard est encore indépendante de la France. La principauté est annexée en 1793. Montbéliard changea alors plusieurs fois de département. La ville fait d'abord partie de la Haute-Saône, puis en 1797 du département du Mont-Terrible, avant d'être rattachée à l'Alsace en 1800 par son intégration au département du Haut-Rhin. Les pertes territoriales de 1815 entraînent son rattachement définitif au département du Doubs en 1816.
Durant l'été de 1793, une insurrection populaire antirévolutionnaire s'est déroulée dans certains cantons du département du Doubs situés dans les districts d'Ornans et de Pontarlier, à la frontière suisse. On lui a donné le nom de petite Vendée comtoise.

### Premier Empire
Lors de la chute du Premier Empire en 1814, la Franche-Comté est érigée, avec le département des Vosges les principautés de Montbéliard et de Porrentruy, en état tampon : l'État de Franche-Comté. Dirigé par le baron d'Andlau-Birseck, ce petit état fut créé par les troupes coalisées et avait pour capitale Vesoul. Cet État ne fonctionne que de janvier à mai 1814 après quoi l'autorité du nouveau roi de France Louis XVIII est rétablie sur toute la région.
À la fin des Cent-Jours, l'armée suisse entre en Franche-Comté le 3 juillet 1815, et occupe Pontarlier et Saint-Hippolyte, mais l'évacue piteusement le 31 juillet après avoir subi divers problèmes d'approvisionnement et de mutineries, et après désaveu du commandement par la Diète fédérale,.

### Révolution industrielle
La Franche-Comté connait une forte croissance industrielle au cours du XIXe siècle, qui se prolonge au début du XXe siècle. De grandes usines sont notamment ouvertes dans la région entourant les villes de Belfort et Montbéliard (notamment Alstom, Peugeot et Japy). Des mines de houille sont exploitées de façon industrielle autour de Ronchamp (gisement du stéphanien) et de façon artisanale plus au sud (gisement du keuper) ; de nombreuses mines métalliques, exploitées depuis le Moyen Âge, alimentent cette industrie. Le sel gemme est également exploité en grande quantité par la Saline royale d'Arc-et-Senans, Châtillon-le-Duc, Gouhenans, Grozon, Lons-le-Saunier, Mélecey, Miserey-Salines, Montaigu, Montferrand, Montmorot, Poligny, Pouilley-les-Vignes, Salins-les-Bains, Saint-Hippolyte, Saulnot, Scey-sur-Saône, Serre-les-Sapins, Soulce-Cernay.

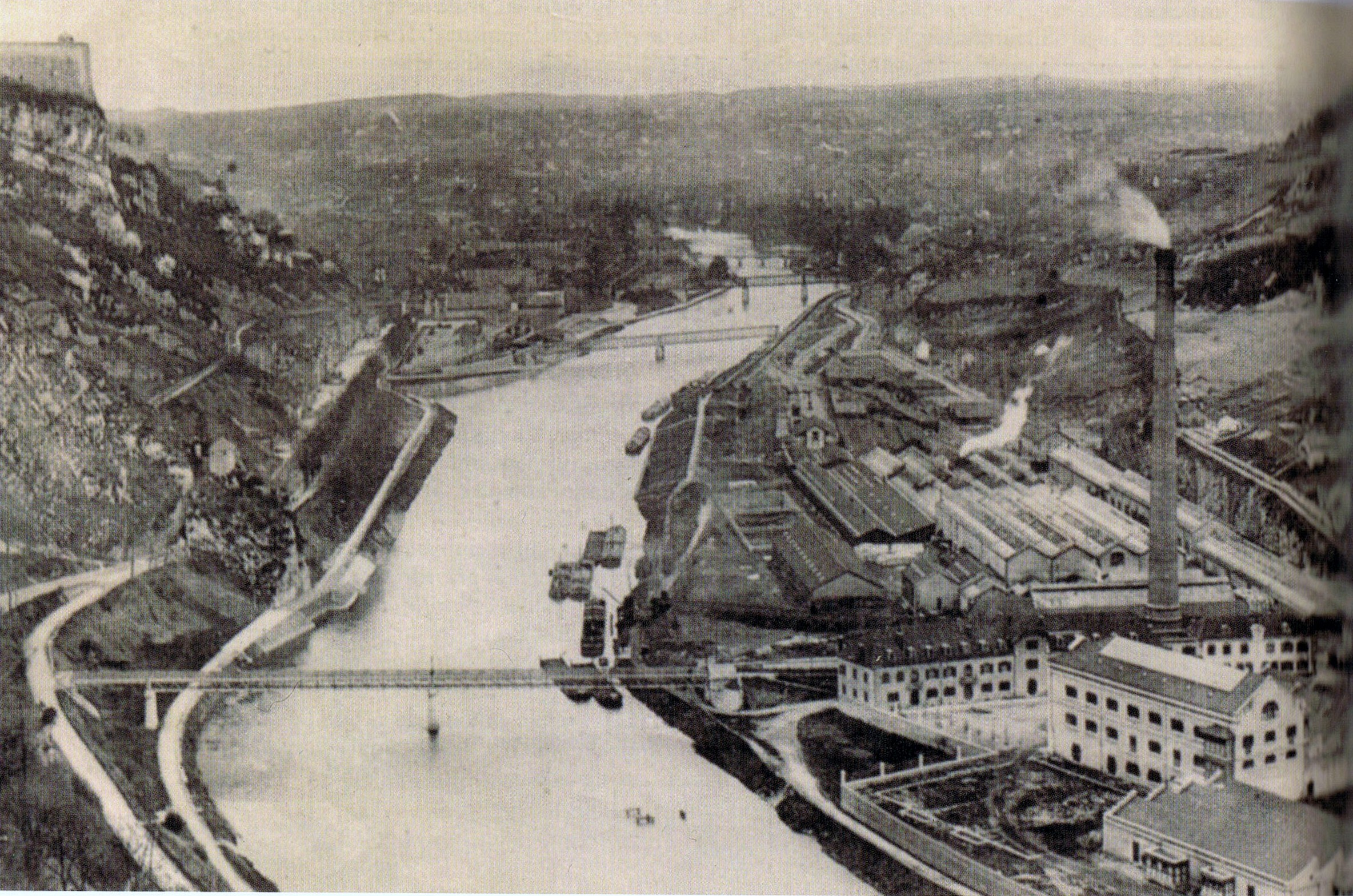
Les soieries et les papeteries des Prés-de-Vaux, à Besançon.
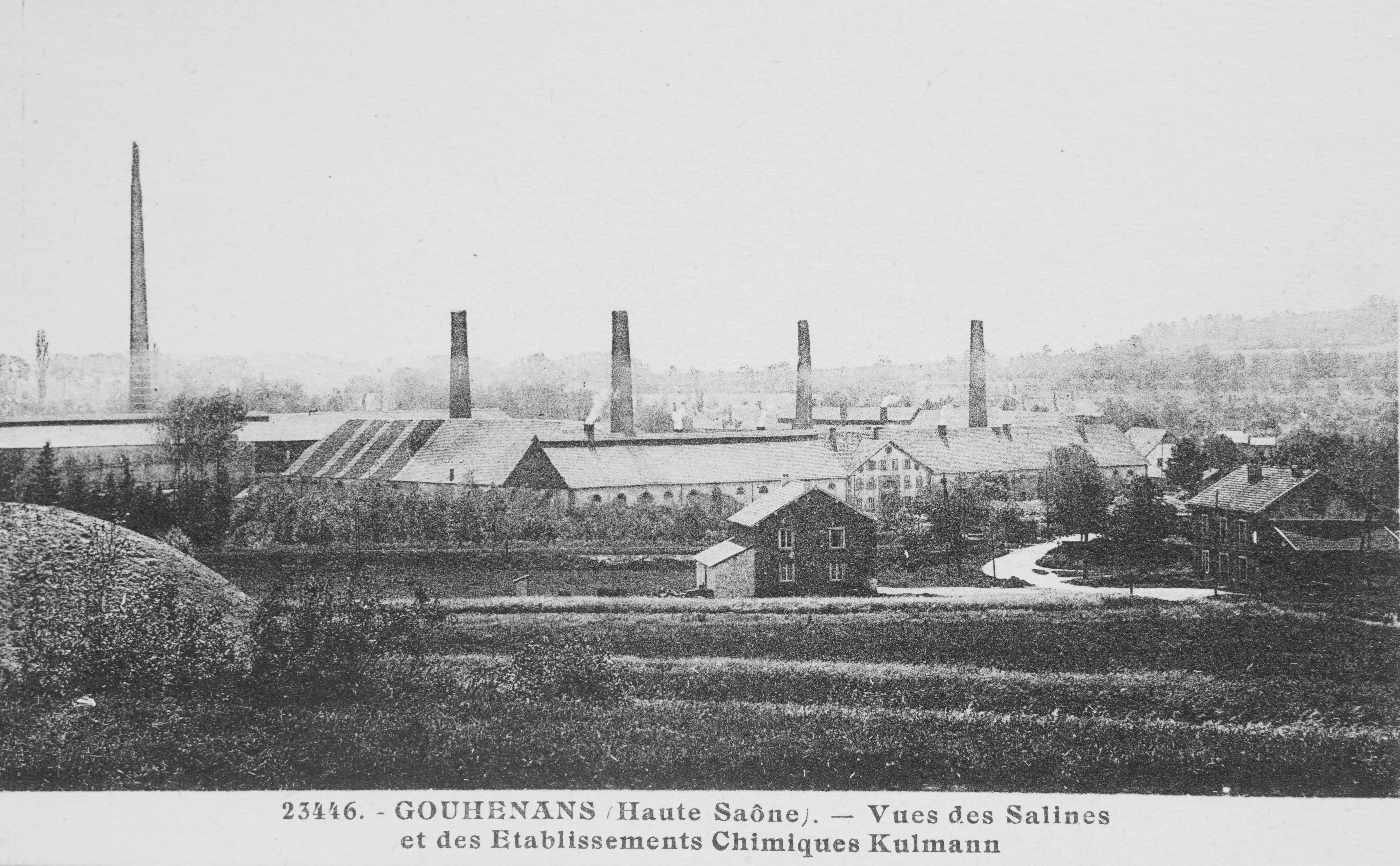
Vue générale de la saline de Gouhenans.
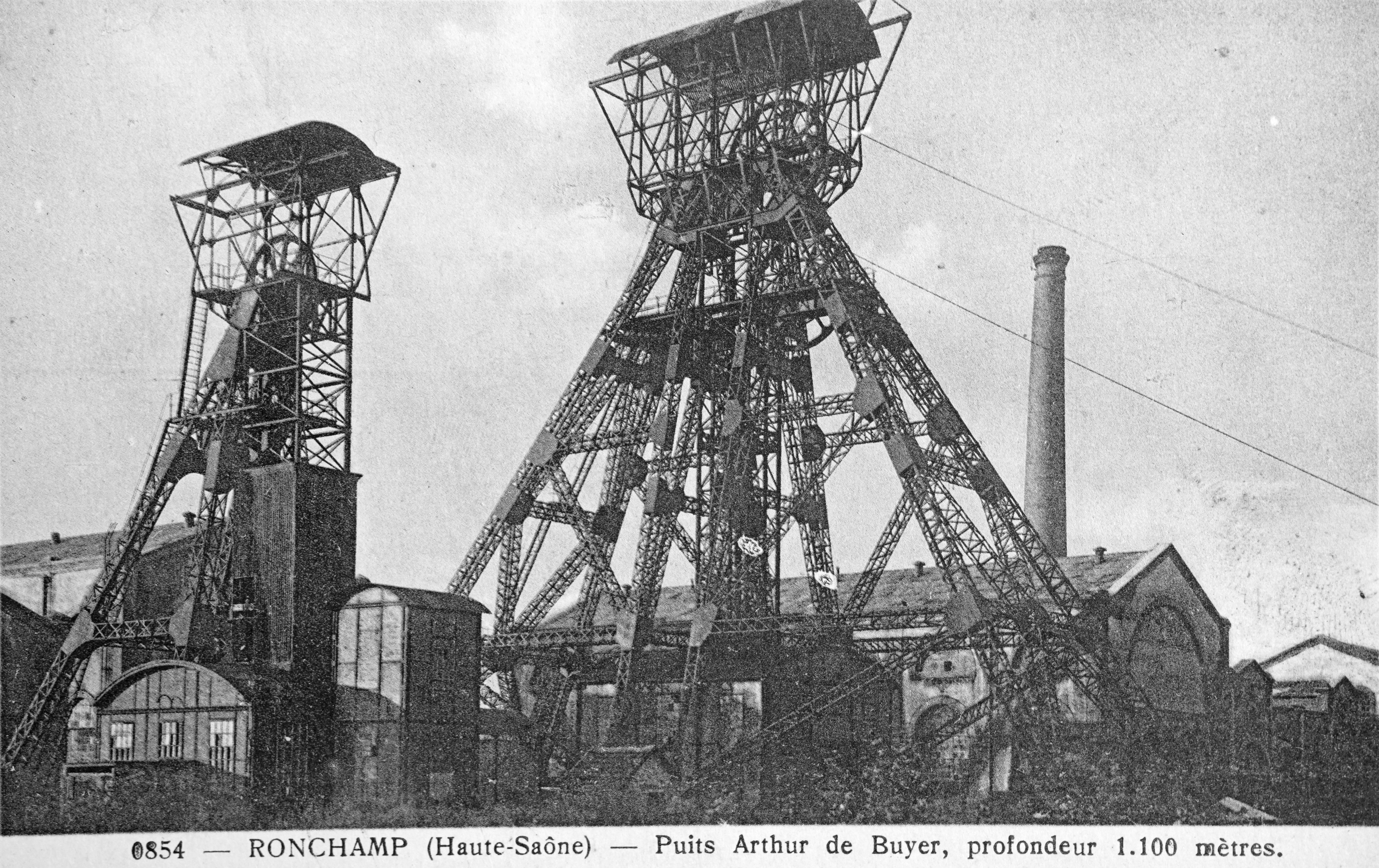
Le puits Arthur-de-Buyer, l'un des plus importants charbonnages de Franche-Comté.
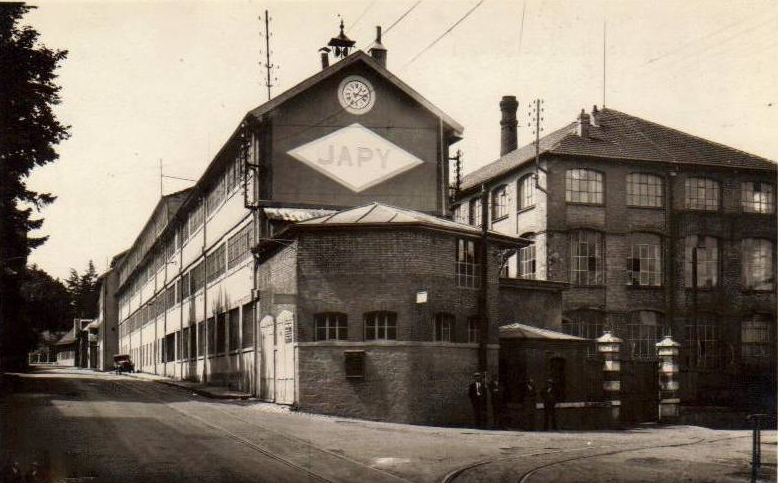
L'usine Japy à Beaucourt.

### De la Guerre franco-prussienne à la Libération
Lors de la guerre de 1870, la ville de Belfort faisant partie du département du Haut-Rhin et défendue par le colonel Denfert-Rochereau résiste au siège allemand. La ville n'ouvre ses portes que le 16 février 1871 sur l'ordre du gouvernement français – soit quelques semaines après la signature officielle de l'armistice, le 28 janvier 1871. Cette résistance permet à la ville de rester française après l'annexion de l'Alsace-Moselle, elle est donc détachée du Haut-Rhin. C'est à partir de cette date que la fortification de la région prend son ampleur pour la défense de la Trouée de Belfort, de la ville de Besançon et des passages vers les pays voisins. Le conflit entraînera également des conséquences politiques et sociales, un projet de Commune de Besançon émergeant en mai 1871 dans le sillage d'autres villes insurgées. En 1922, Belfort et ses environs sont érigés en département sous le nom de Territoire de Belfort. Les batailles d'Héricourt, et de Villersexel ont également marqué le conflit.

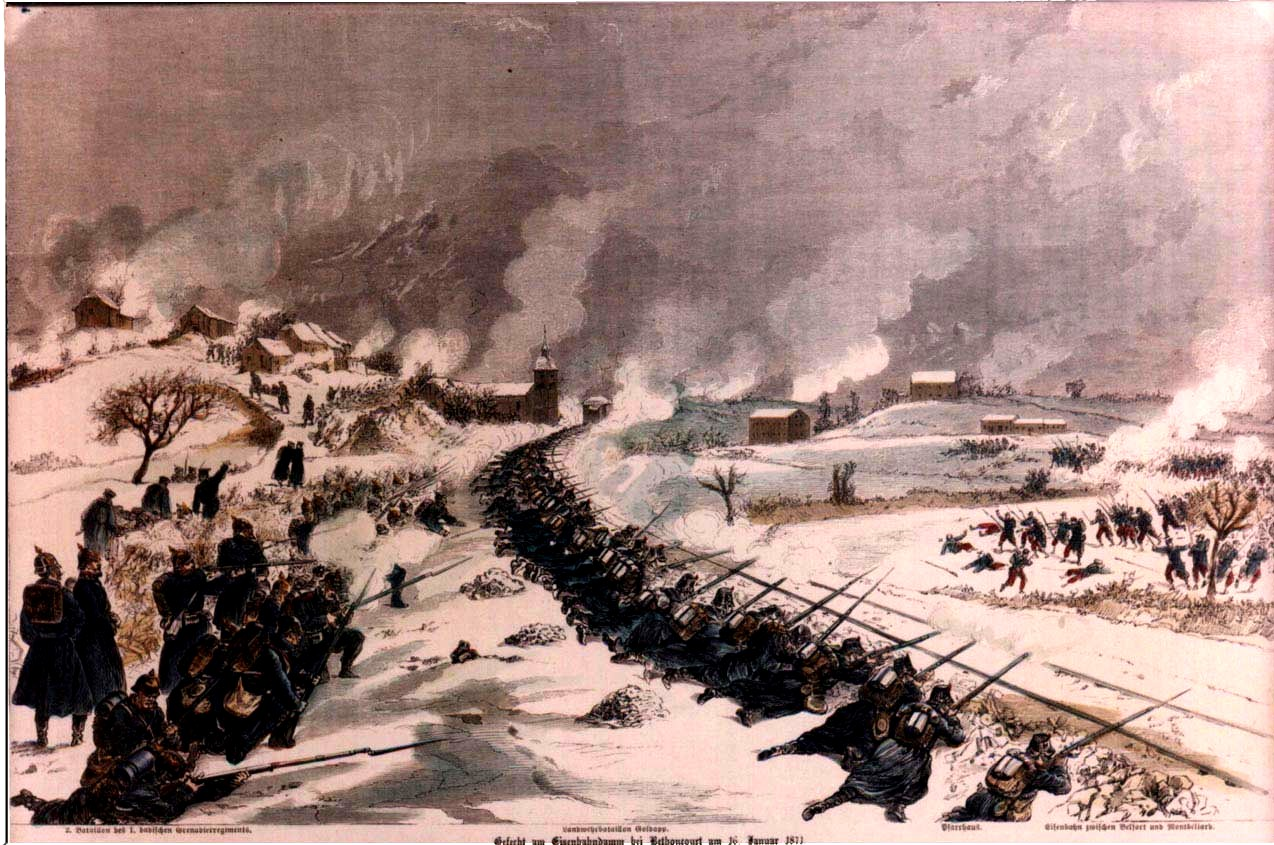
La bataille de la lizaine.
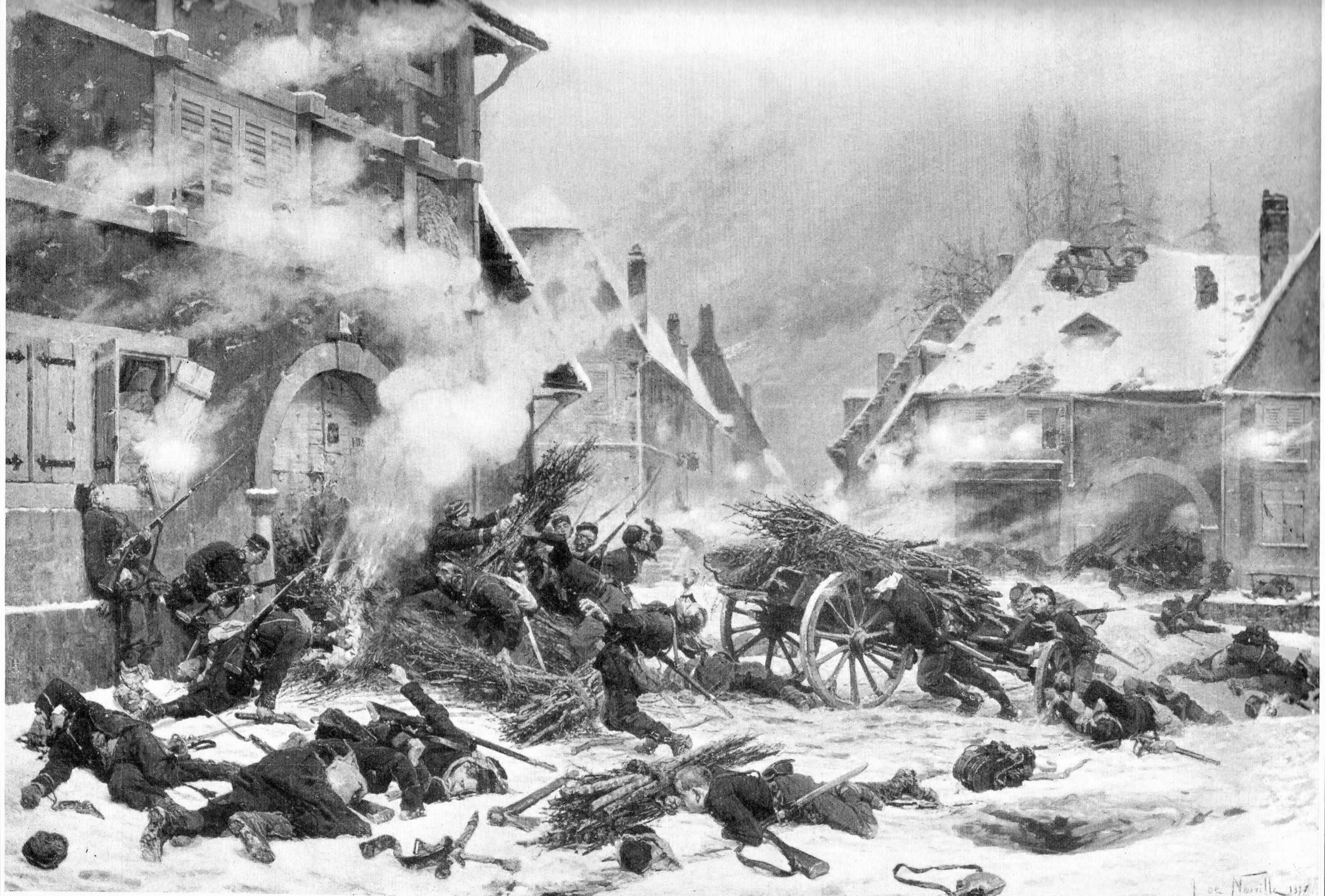
La bataille de Villersexel.
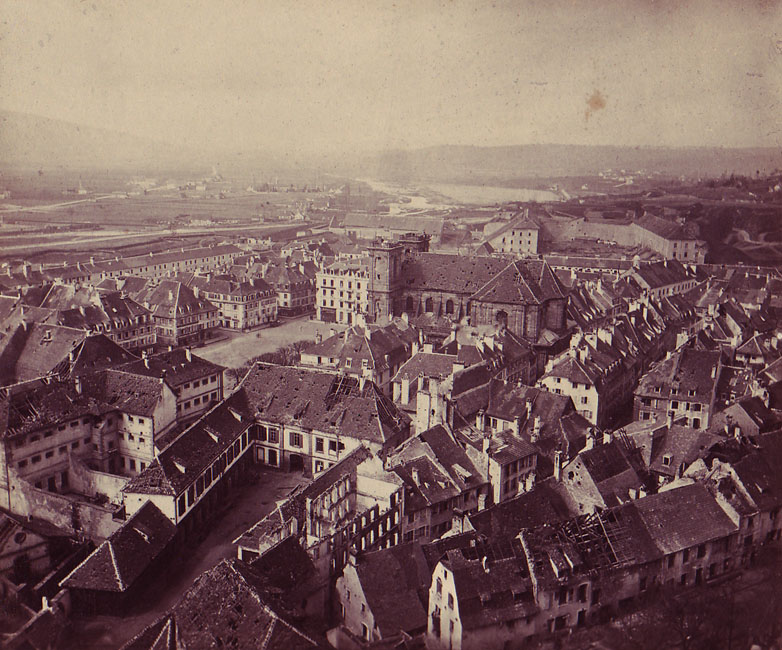
Vue des destructions de Belfort.
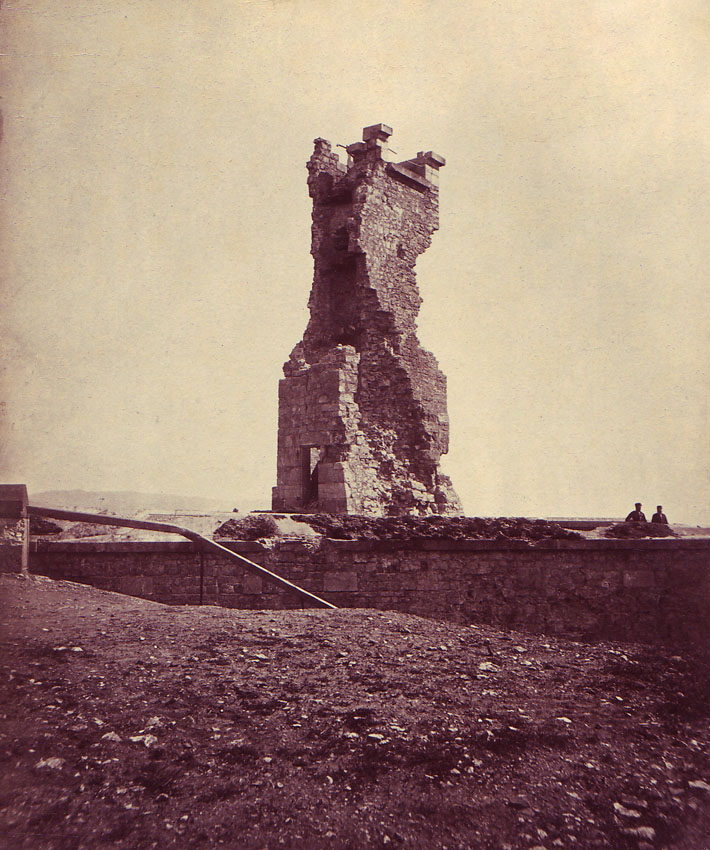
La tour de la Miotte en 1871.

Durant la Seconde Guerre mondiale, la Franche-Comté est le théâtre du projet Burgund imaginé par les autorités nazies. Il s'agit du projet le plus abouti visant à déplacer la population germanophone du Tyrol du Sud (Südtirol) dans un territoire du troisième Reich. La Franche-Comté, qui semble présenter plusieurs similitudes avec certains aspects du Tyrol, est visitée par plusieurs dignitaires nazis, dont Himmler qui séjournera à Dole, afin d'effectuer les préparatifs. Le projet tombe rapidement dans l'oubli lors de la bataille de France (1940) et ne sera révélé au public qu'en 1985. En juin 1940, l'armée allemande entre en Franche-Comté. La ligne de démarcation qui est en partie calquée sur la Loue, divise la région en deux. La Franche-Comté se distingue par la présence de nombreux maquis qui s'établissent dans les forêts, les collines et les montagnes. Cette résistance n'est pas sans coûts humains, par exemple, 99 résistants sont fusillés à la citadelle de Besançon [réf. nécessaire]. En septembre 1944, la région est libérée, excepté le nord du département du Doubs qui l'est deux mois plus tard.

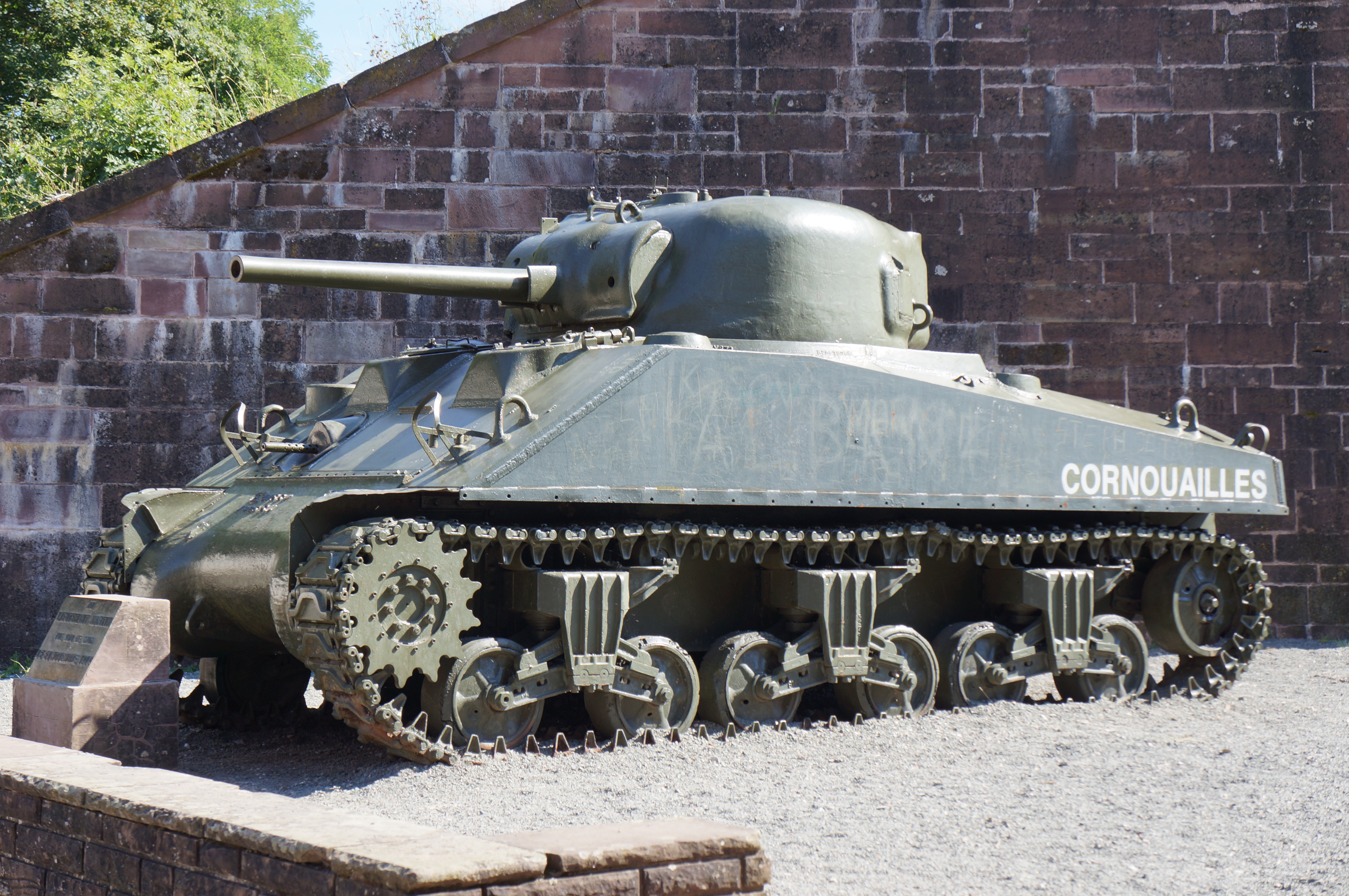
Un char d'assaut américain M4 Sherman à la citadelle de Belfort.
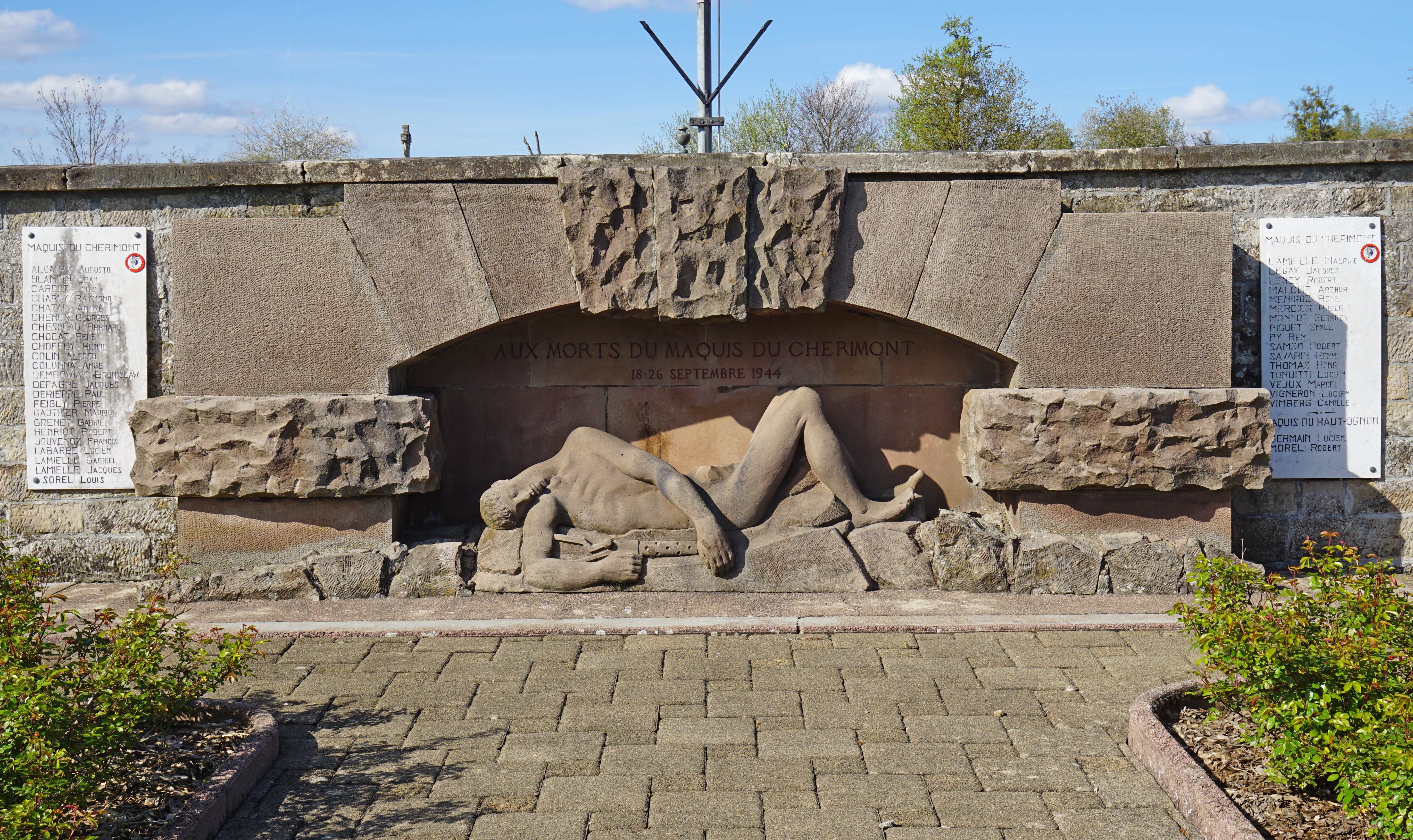
Monument commémoratif du maquis du Chérimont à Magny-Danigon (Haute-Saône).

### De la création de la région administrative à la fusion avec la Bourgogne
De 1941 à 1946 et de 1956 à 2015, la région Franche-Comté fut une région administrative française composée des quatre départements du Doubs, du Jura, de la Haute-Saône et du Territoire de Belfort
Dans le cadre de l'acte III de la décentralisation de la France, la fusion administrative de la région avec la Bourgogne voisine pour former une grande région Bourgogne-Franche-Comté, est actée le 17 décembre 2014 et effective le 1er janvier 2016,.